# Heinrich III. (HRR)

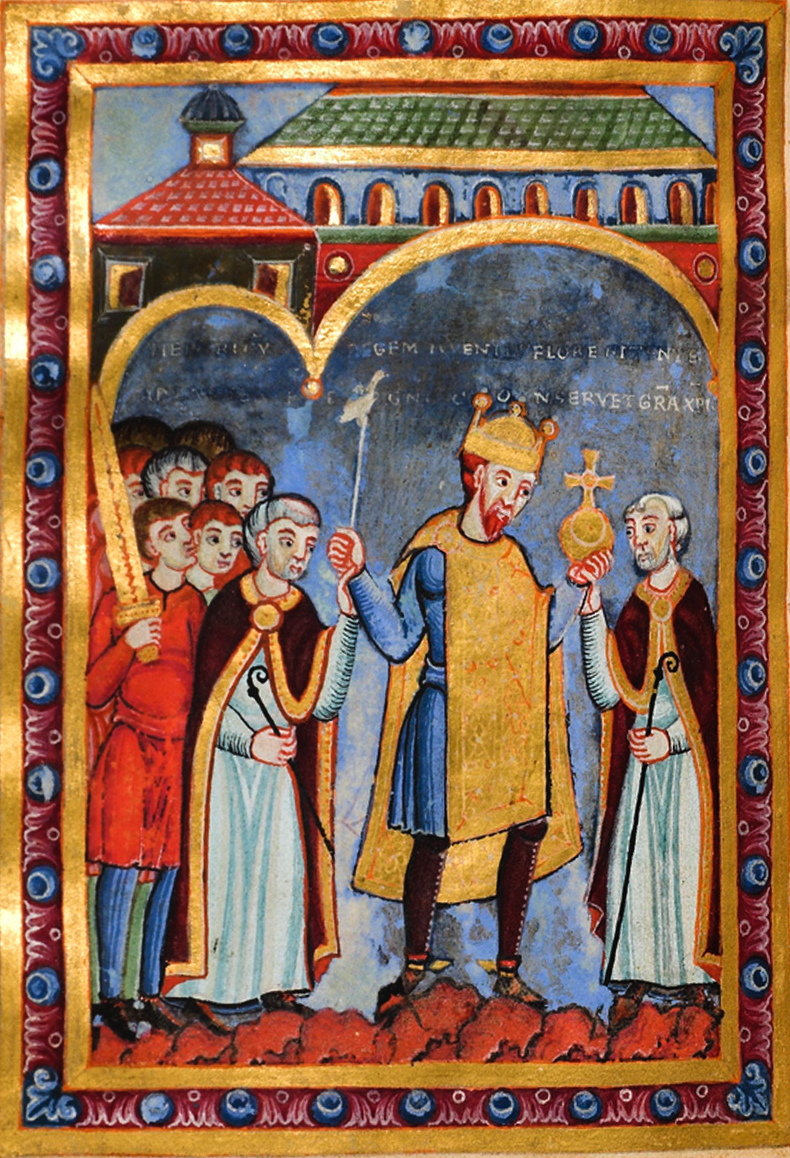
Am Jahrestag seines Herrschaftsantritts, dem 5. Juni 1040, wird König Heinrich anlässlich der Weihe der Klosterkirche in Stablo von seinem Gefolge und zwei Äbten geleitet. Sie stützen seine Hände, die Adlerszepter und Reichsapfel halten; links ein Laie als Schwertträger. – Miniatur aus dem Perikopenbuch Heinrichs III., Echternach, Mitte des 11. Jahrhunderts. Bremen, Staats- und Universitätsbibliothek, Ms. b. 21, fol. 3^{v}.

Heinrich III. (* 28. Oktober 1016 oder 1017; † 5. Oktober 1056 in Bodfeld, Harz) aus der Familie der Salier war von 1039 bis zu seinem Tod 1056 König und seit 1046 Kaiser im römisch-deutschen Reich.
Bereits in jungen Jahren wurde Heinrich von seinem Vater Konrad II. 1028 zum Mitkönig erhoben und mit den Herzogtümern Bayern und Schwaben ausgestattet. Der Übergang der Königsherrschaft nach dem Tod seines Vaters erfolgte im Gegensatz zu anderen Machtwechseln in ottonisch-salischer Zeit reibungslos und Heinrich setzte die Politik seines Vorgängers in den vorgegebenen Bahnen kontinuierlich fort. Seine Amtszeit führte zu einer bis dahin unbekannten sakralen Überhöhung der Königsherrschaft. So wurde während Heinrichs Regentschaft der Speyerer Dom zum damals größten Gotteshaus der abendländischen Christenheit ausgebaut. Gegenüber den Herzögen setzte Heinrich seine Auffassung von der amtsrechtlich begründeten Verfügungsgewalt über die Herzogtümer durch und sicherte damit deren Kontrolle. In Lothringen führte dies zu jahrelangen Auseinandersetzungen, aus denen Heinrich als Sieger hervorging. Doch auch in Süddeutschland formierte sich in den Jahren 1052 bis 1055 eine mächtige Oppositionsgruppe. 1046 beendete Heinrich das Papstschisma, befreite das Papsttum aus der Abhängigkeit vom römischen Adel und legte die Grundlage für dessen universale Geltung. Seine Regierungszeit wurde lange Zeit als Höhepunkt mittelalterlicher Kaiserherrschaft beurteilt und sein früher Tod als Katastrophe für das Reich angesehen. Jüngere Beiträge sprechen hingegen vom Beginn einer Krise der salischen Monarchie in den Spätjahren seiner Regierungszeit.

## Leben bis zum Herrschaftsantritt

### Herkunft und Familie
Heinrich wurde wohl eher 1016 und nicht 1017 als Sohn Konrads des Älteren, des späteren Kaisers Konrad II., und Giselas von Schwaben geboren. Heinrichs jüngere Schwestern Beatrix (ca. 1020–1036) und Mathilde (nach Jahresmitte 1025–Beginn 1034) blieben unvermählt und starben früh. Heinrichs Vater entstammte einem rheinfränkischen Adelsgeschlecht, dessen Besitz und gräfliche Rechte schon seit Generationen in der Gegend um Worms und Speyer lagen; zudem war Konrad Urenkel des 955 auf dem Lechfeld in der Schlacht gegen die Ungarn gefallenen Konrads des Roten und über dessen Gattin Liutgard mit den Ottonen verwandt. Heinrichs Mutter Gisela war bereits zweimal verwitwet. Ihr Vater Hermann von Schwaben hatte bei der Königswahl des Jahres 1002 erfolglos eigene Ansprüche geltend gemacht. Giselas Mutter Gerberga war eine Tochter des burgundischen Königs Konrad und eine Enkelin des westfränkischen karolingischen Herrschers Ludwig IV. Heinrichs Geburt fällt in eine schwierige Situation für die salische Familie. Erst zwei Monate zuvor war Konrad in eine blutige Fehde verwickelt worden und konnte sich nur auf die Unterstützung von Freunden und Verwandten verlassen. Das Verhältnis zu Heinrich II. war für Konrad wegen seiner Ehe mit Gisela von Schwaben, die von manchen Zeitgenossen als Verwandtenehe abgelehnt wurde, angespannt. Konrad verlor die kaiserliche Huld und es schien zunächst so, dass Konrad noch nicht einmal Herzog werden könne.

### Festigung der Dynastie und Sicherung der Nachfolge
Nach dem Tod Heinrichs II., des letzten männlichen Vertreters der ottonischen Dynastie, konnte sich Konrad 1024 bei einer Versammlung der Großen in Kamba als Herrscher durchsetzen. Dabei waren es neben Konrads Abstammung von Otto I. – die er allerdings mit seinem Konkurrenten Konrad dem Jüngeren teilte – die Charaktereigenschaften virtus und probitas (Tüchtigkeit und Rechtschaffenheit), die Konrad die breite Zustimmung einbrachten. Als erster salischer Herrscher baute Konrad seinen Sohn Heinrich systematisch als Nachfolger auf. Bischof Brun von Augsburg und von etwa Mai 1029 bis zum Juli 1033 Bischof Egilbert von Freising kümmerten sich um die Erziehung Heinrichs. Sicher wirkte auch der Kapellan und Historiograph Wipo zeitweise bei der Erziehung mit.
Am Hof des Augsburger Bischofs Brun erhielt Heinrich eine gute Bildung. Als Bruder Kaiser Heinrichs II. war er sicher die geeignete Person, um dem Thronfolger herrscherliche Traditionen und imperiales Gedankengut zu vermitteln. Anfang 1026 zog Konrad von Aachen über Trier nach Augsburg, wo sich das Heer für den Italienzug sammelte. Für den Zeitraum der Abwesenheit des Herrschers wurde Heinrich der „Vormundschaft“ (tutela) Bruns anvertraut. Bereits zu dieser Zeit regelte Konrad die Nachfolge. Mit Zustimmung der Fürsten bestimmte er seinen Sohn Heinrich im Falle seines Todes zum Nachfolger. Nach Konrads Rückkehr aus Italien übertrug er in Regensburg am 24. Juni 1027 das durch den Tod Heinrichs V. bereits seit Februar 1026 vakante Herzogtum Bayern seinem Sohn. Die Verleihung des Herzogtums an einen noch nicht zehnjährigen, nicht aus Bayern stammenden Königssohn war ohne Vorbild. 1038, ein Jahr vor Konrads Tod, übernahm Heinrich auch das schwäbische Herzogtum.
Bereits im Februar 1028 enthalten die Interventionen Heinrichs in den Diplomen seines Vaters den Zusatz „einziger Sohn“. Die Übertragung der Königswürde folgte auf einem Hoftag in Aachen zum Osterfest 1028. Mit Zustimmung der Fürsten und des ‚Volkes‘ wurde Heinrich zum König erhoben und von Erzbischof Pilgrim von Köln geweiht. Wenige Monate später zeigt die erste Kaiserbulle Konrads an einem Diplom vom 23. August 1028 für das Stift Gernrode auf dem Revers das Bild des Kaisersohnes mit der Umschrift Heinricus spes imperii (Heinrich, Hoffnung des Reiches). Heinrichs Hervorhebung auf der Bulle mit dem Hinweis auf das Imperium, dessen Krone er einst tragen werde, deutet die Vorstellung vom Mitkaisertum vorsichtig an.
Die von Konrad beabsichtigte feste Verankerung von Königsherrschaft und Kaisertum in seinem Haus ging noch weiter. Im Frühjahr 1028 ging eine Gesandtschaft an den Kaiserhof in Byzanz. In Anlehnung an ottonische Tradition suchte Konrad zunächst nach einer byzantinischen Kaisertochter für Heinrich. Erst nach dem Scheitern dieses Plans wurde Heinrich zu Pfingsten 1035 auf dem Bamberger Hoftag mit Gunhild, der Tochter des anglo-skandinavischen Königs Knut des Großen, verlobt. Ein Jahr später, wiederum zu Pfingsten, fand in Nimwegen die Hochzeit statt.
Im Jahr 1027 traf Konrad mit dem kinderlosen König Rudolf von Burgund in der Nähe von Basel zusammen, um mit ihm die Übertragung des Königreichs Burgund nach Rudolfs Tod zu regeln. Möglicherweise wurde auch bestimmt, dass Heinrich im Falle des vorzeitigen Todes seines Vaters in den Vertrag eintreten sollte. Nach zwei groß angelegten Kriegszügen gegen seinen Widersacher Odo von der Champagne schloss Konrad in einem demonstrativen Krönungsakt am 1. August 1034 den Erwerb Burgunds ab. Damit begann die Zeit der „Trias der Reiche“ (tria regna), also der Zusammenfassung der Königsherrschaften in Deutschland, Italien und Burgund zum Imperium unter der Herrschaft des deutschen Königs und Kaisers. Im Herbst 1038 hielt Konrad II. in Solothurn Hof. Dabei übertrug er das Regnum Burgundiae an seinen Thronfolger. Der Huldigungsakt diente dabei vor allem zur Sicherung der Nachfolge des jungen Saliers in einem neu erworbenen Herrschaftsbereich. Mit der Wahl, Huldigung und Akklamation durch die Burgunder konnten die Salier herausstellen, dass die Herrschaft auf dem Erbweg und nicht durch einen Gewaltakt an sie gelangt sei. 1038 hielt sich Heinrich mit seinem Vater in Italien auf. Auf der Rückkehr starb Heinrichs erste Gemahlin Gunhild, die kurz zuvor die Tochter Beatrix geboren hatte.
Obgleich Heinrich rechtmäßig König war, musste er sich mit der Praxis der Herrschaftsführung im Lauf der Zeit erst vertraut machen. Als erste selbstständige Handlung ist ein Friedensschluss mit den Ungarn aus dem Jahr 1031 überliefert. Dieser war die Konsequenz eines im Vorjahr gescheiterten Vorstoßes Konrads II. und brachte Gebietsverluste zwischen Fischa und Leitha mit sich. 1033 führte Heinrich erfolgreich einen militärischen Zug gegen Udalrich von Böhmen durch.
Auch gegen den Willen des Vaters konnte er eine eigenständige Position behaupten. Als Konrad 1035 versuchte, Herzog Adalbero von Kärnten zu stürzen, verweigerte ihm Heinrich die Unterstützung. Erst als sich Konrad seinem Sohn unter Tränen zu Füßen geworfen und inständig darum gefleht hatte, dem Reich keine Schande zu bereiten, gab Heinrich seinen Widerstand auf. Heinrich rechtfertigte sich, indem er darauf verwies, er habe Adalbero einen Eid geschworen.
Als Konrad 1039 in Utrecht starb, bedeutete dies für Königtum und Reich keinerlei Gefahr. Der Machtübergang war der einzige ungefährdete Thronwechsel in der ottonisch-salischen Geschichte. Heinrich III. war von seinem Vater auf seine zukünftigen Aufgaben als König durch die Designation, die Erhebung zum Herzog von Bayern, die Königskrönung in Aachen, die Übertragung des Herzogtums Schwaben und den Erwerb Burgunds bestens auf die eigenständige Königsherrschaft vorbereitet worden. Den Leichnam seines Vaters geleiteten Heinrich und seine Mutter mit dem Hofgefolge nach Köln und von dort über Mainz und Worms nach Speyer. Nach Wipo zeigte er seine „demütigende Ehrerbietung“ dadurch, dass „er selbst an allen Kirchenportalen und zuletzt auch bei der Beisetzung des Vaters Leib auf seine Schultern hob“. Der Seele seines Vaters ließ er durch Trauerfeiern und Memorialleistungen Unterstützung zukommen. Konrad wurde unter hohen Ehren im Speyerer Dom beigesetzt. Die Sorge um das Seelenheil seines Vaters bewog Heinrich zu zahlreichen Schenkungen. Am 21. Mai 1044 machte Heinrich dem Utrechter Dom eine bedeutende Stiftung für das Seelenheil seines Vaters. Den Kanonikern des Aachener Marienstiftes machte Heinrich zur Auflage, den Todestag seines Vaters und den seiner 1038 verstorbenen Frau Gunhild mit Messfeiern und ausgedehnten Nachtoffizien jedes Jahr gebührend zu begehen.

## Königs- und Kaiserherrschaft

### Herrschaftsantritt
Der Regierungswechsel vollzog sich ohne Schwierigkeiten. Lediglich von Gozelo von Lothringen wird berichtet, dass er zunächst überlegt habe, die Huldigung zu verweigern. Seine Haltung führte jedoch zu keinen ernsthaften Konflikten. Obwohl Heinrich bereits Mitkönig war, wurden nach dem Tod seines Vaters die üblichen Formalakte vollzogen. So fand in Aachen eine Thronsetzung statt und auch von Huldigungen wird berichtet. Ein Umritt zur Herrschaftsgewinnung und -anerkennung wie noch unter Heinrich II. und Konrad II. fand aber nicht statt. Allerdings hat Heinrich 1039/40 alle Reichsteile aufgesucht und Regierungshandlungen vorgenommen. Anders als am Beginn der Regierung seines Vaters 1024 gab es bei Heinrichs Herrschaftsantritt keine Unruhen oder Opposition in Italien. Der Konflikt zwischen Erzbischof Aribert von Mailand und seinem Vater Konrad wurde von Heinrich schnell beigelegt, nachdem sich Aribert 1040 auf einem Hoftag in Ingelheim unterworfen und dem König gehuldigt hatte.
Nach dem Tod seiner ersten Gemahlin Gunhild dauerte es fünf Jahre, bis sich Heinrich entschloss, eine neue Ehe einzugehen. Vergeblich blieb das Angebot des Großfürsten Jaroslaw I. von Kiew, ihm seine Tochter als Gemahlin zu geben. Im Sommer 1043 warb Heinrich um Agnes von Poitou, eine Tochter Herzog Wilhelms V. von Aquitanien. Die Werbung wurde erfolgreich von Bischof Bruno von Würzburg vorgetragen. Auf die Verlobung im burgundischen Besançon erfolgte in Mainz die Krönung zur Königin. Ende November 1043 fand in Ingelheim die feierliche Vermählung statt. Streng kirchlich gesinnte Kreise brachten Bedenken gegen diese Ehe vor, denn die Brautleute waren als Nachkommen Heinrichs I. nach kanonischem Recht zu nahe miteinander verwandt. Diese Eheverbindung sollte einer weiteren Sicherung der deutschen Herrschaft in Burgund dienen, denn der Großvater der Braut war jener Graf Otto Wilhelm gewesen, der zu Zeiten Heinrichs II. das Vermächtnis Rudolfs III. von Burgund am meisten bekämpft hatte.

### Konflikte mit Böhmen und Ungarn
In seinen Anfangsjahren war Heinrich zunächst an der Aufrechterhaltung der Hegemonialstellung im Osten Europas interessiert. Veranlassung zum Eingreifen in Böhmen gab Břetislav I., der versuchte, seinen Herrschaftsbereich nach Norden hin auszudehnen. 1039 fiel er in Polen ein, eroberte und zerstörte Krakau und zog mit seinen Truppen in Gnesen ein. Die Reliquien des heiligen Adalbert ließ Břetislav nach Prag überführen, um seinen Anspruch auf das Erbe Bolesław Chrobrys zu untermauern. Da Polen unter deutscher Lehnshoheit stand, bedeutete dies einen Angriff auf den römisch-deutschen Herrscher. Im Oktober 1039 bereitete Heinrich daher unter Führung Ekkehards II. von Meißen einen Feldzug vor. Břetislav lenkte ein, versprach, sich Heinrichs Forderungen zu beugen, und stellte seinen Sohn Spytihněv als Geisel. Der Böhme kam im Lauf des folgenden Jahres seinen Verpflichtungen allerdings nicht nach, sondern rüstete zur Verteidigung und versicherte sich der Unterstützung der Ungarn. Im August unternahm Heinrich daher einen Feldzug gegen Böhmen, erlitt dabei jedoch eine schwere Niederlage. Die meisten Krieger des Aufgebots fanden den Tod, die Fuldaer Totenannalen nennen zahlreiche Einzelschicksale. Ein Verhandlungsangebot im folgenden Jahr wurde von Heinrich dennoch mit der Forderung nach bedingungsloser Unterwerfung beantwortet. Die Kämpfe wurden im August 1041 wieder aufgenommen. Böhmen wurde dieses Mal von Westen und Norden angegriffen. Im September 1041 vereinigten sich die Heere vor Prag. Zur Schlacht kam es nicht, denn Břetislav sah sich nun auf sich alleine gestellt. Sein Bundesgenosse Peter von Ungarn war in der Zwischenzeit gestürzt worden. Um weitere Verwüstungen seines Landes zu verhindern, blieb Břetislav nur die Unterwerfung. Im Oktober 1041 erschien er auf dem Hoftag zu Regensburg, überbrachte reiche Geschenke und zahlte den schuldig gebliebenen Tribut. Auf Bitten seines Schwagers, des Markgrafen Otto von Schweinfurt, wurde er daraufhin wieder mit dem Herzogtum Böhmen belehnt. Seine polnischen Eroberungen musste er abtreten und die deutsche Lehnsoberhoheit anerkennen, Schlesien aber durfte er behalten.
Die ältere Forschung betrachtete die Auseinandersetzungen mit Böhmen als Ausgangspunkt für eine straffere Organisation der Grenzlande. Heinrich soll sich dabei als vorausschauender Gründer von Marken ausgezeichnet haben, mit deren Hilfe die Grenzen planmäßig gesichert werden sollten. So wurden die Marken Cham, Nabburg, eine böhmische Mark und eine sogenannte Neumark, die sich im Südosten gegen Ungarn gerichtet haben soll, seiner „staatsschöpferischen“ Initiative zugeschrieben. Diese Einschätzung wurde von Friedrich Prinz allerdings bezweifelt. Die Herrschaftskonzeption habe gerade in den Grenzräumen des Reiches zu höchst gefährlichen Situationen geführt, unnötige Feindschaften hervorgerufen und bereits bestehende verschärft. Dagegen erkannte jüngst Daniel Ziemann in der Ungarnpolitik des Saliers keine „größer angelegten politischen Konzeptionen“.
Im Verlauf der militärischen Aktionen gegen Böhmen rückte auch Ungarn in Heinrichs Blickfeld. Nach dem frühen Tod seines Sohnes Heinrich hatte Stephan I. seinen Neffen Peter, den Sohn seiner Schwester und des venezianischen Dogen Ottone Orseolo, adoptiert und zum Thronfolger bestimmt. Ein Umsturz führte jedoch Sámuel Aba, einen Schwager Stephans, an die Macht; die Hintergründe sind nicht zu erhellen. Peter, der noch 1039/40 auf der Seite Břetislavs gestanden und damit zu den Gegnern Heinrichs gezählt hatte, fand sich 1041 auf dem Regensburger Hoftag als Flüchtling ein. Sámuel Aba fiel im Frühjahr 1041 in Kärnten und die bayerische Ostmark ein. Dies provozierte Heinrichs Gegenreaktionen, die zum Rückgewinn der im Frieden von 1031 an Stephan abgetretenen Gebiete zwischen Fischa, Leitha und March führten. Am 5. Juli 1044 schlug der König die zahlenmäßig überlegenen Ungarn in der Schlacht von Menfö an der Raab. Nach der Schlacht warf sich Heinrich barfuß und in ein Büßergewand gehüllt vor einer Kreuzesreliquie zu Boden und forderte sein ganzes Heer auf, dasselbe zu tun. Wenig später zog er barfuß durch Regensburg und dankte Gott für seine Hilfe im Kampf. Die Kirchen der Stadt wurden mit Schenkungen bedacht. Peter wurde in Stuhlweißenburg erneut inthronisiert und erkannte die Lehnsoberhoheit des Reiches an. Sámuel Aba wurde nach seiner Gefangennahme als Hochverräter hingerichtet.
Langfristig stabilisiert werden konnten die Verhältnisse in Ungarn damit jedoch nicht. Als Heinrich seinen Romzug antrat, war Peter bereits durch den aus der Verbannung heimgekehrten Andreas, einen Neffen Stephans I., gestürzt worden. Andreas bemühte sich um eine Normalisierung der Beziehungen zum Reich, um seine Herrschaft zu konsolidieren. Nach dem Bericht Hermanns von der Reichenau bot er dem Kaiser Unterwerfung, jährlichen Tribut und ergebenen Dienst an, „wenn er ihm erlaube, sein Reich zu behalten“. Heinrichs vorrangiges Ziel war es jedoch, Andreas zu bezwingen, um seinen Schützling Peter zu rächen. Zwei Feldzüge, die er in den Jahren 1051 und 1052 unternahm, blieben erfolglos. 1052 vermittelte Papst Leo IX. einen Frieden. Dieser erwies sich als nachteilig für das Reich, als Beeinträchtigung des honor regni, wie die Annales Altahenses kritisch bemerkten. Heinrich war am Ende seiner Herrschaft weit entfernt davon, Ungarn, Böhmen und Polen in lehnsrechtlicher Abhängigkeit zu halten. Selbst seiner böhmischen Vasallen konnte er sich nicht mehr sicher sein, da der 1055 erhobene Herzog Spytihněv II. engere Beziehungen zu Ungarn knüpfte.

### Förderung Speyers

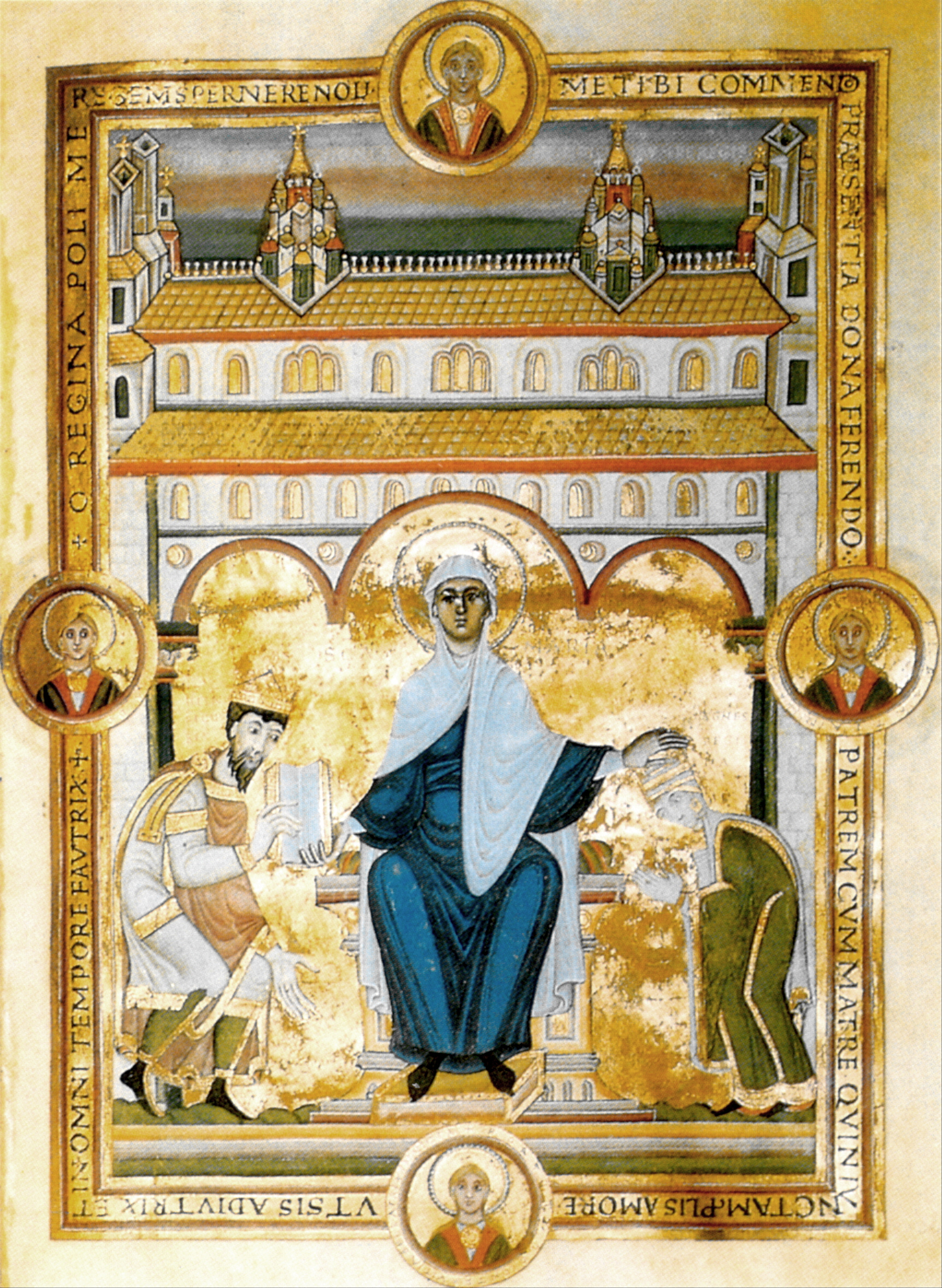
Heinrich III. übergibt das „Goldene Buch“ (Codex Aureus), ein prachtvoll ausgeschmücktes Evangeliar, an die heilige Maria, die Patronin des Speyerer Doms. Maria legt segnend der Kaiserin Agnes die Hand auf. Im Hintergrund ist der Dom zu Speyer zu sehen. Im umlaufenden Rahmenband spricht der König: „Oh Königin des Himmels, weise mich König nicht zurück. Durch die Überreichung dieser Gabe vertraue ich mich, den Vater mit der Mutter und insbesondere die, mit der ich in Liebe zum Nachkommen verbunden bin, dir an. Mögest du allzeit eine huldreiche Helferin sein.“ (Echternacher Buchmalerei um 1045)

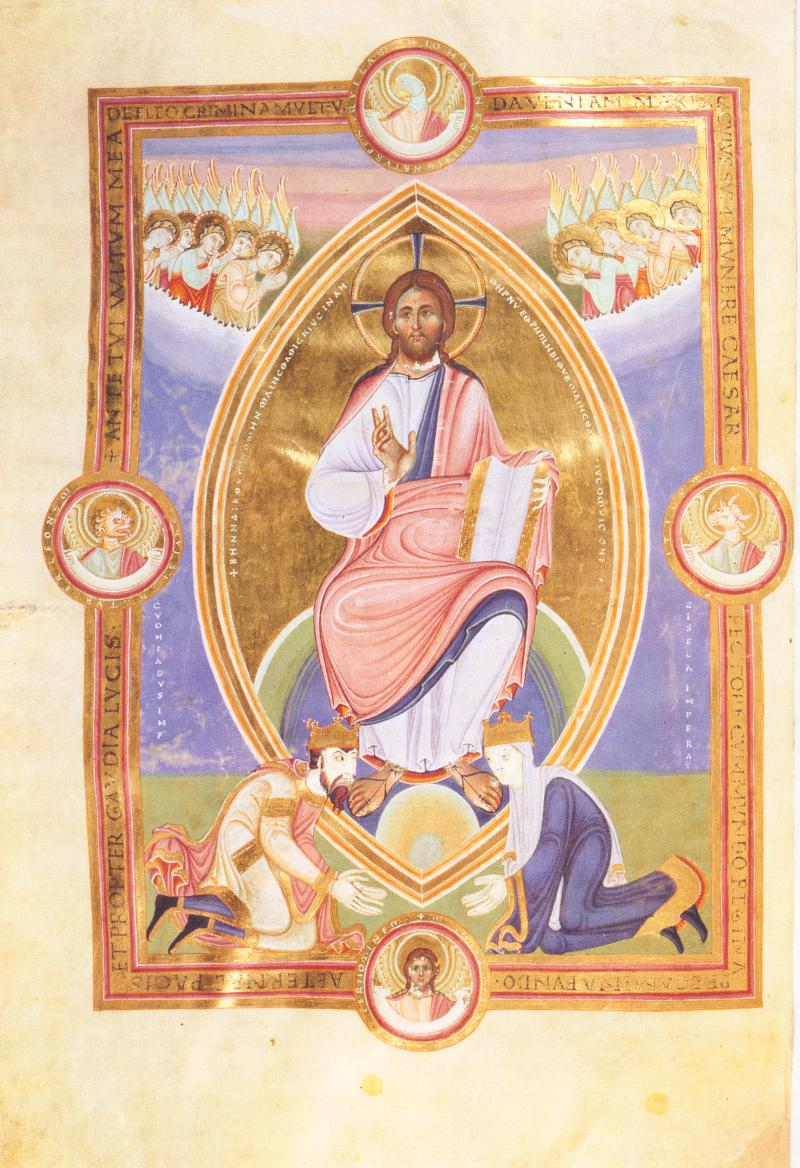
Konrad II. und seine Gemahlin Gisela knien vor der Majestas Domini, vor dem Bildnis Christi, das von der Mandorla, der Sphäre der Heiligkeit, umgeben ist, und flehen um Vergebung ihrer Sünden. Die Inschrift lautet übersetzt: „Vor deinem Angesicht weine ich sehr über meine Sünden. Gib, dass ich Verzeihung verdiene, du, durch dessen Gunst ich Kaiser bin. Reinen Herzens bitte ich, die Königin, um die Freuden des immerwährenden Friedens und des Lichts.“ Codex Aureus Escorialensis, um 1043/46. Biblioteca del Real Monasterio de San Lorenzo de El Escorial, Cod. Vitr. 17, fol. 2v

Im März 1043 starb Kaiserin Gisela. Bei ihrer feierlichen Bestattung in Speyer trat der König barfuß und im Büßergewand auf, warf sich mit kreuzförmig ausgestreckten Armen vor den Versammelten zu Boden und rührte durch sein Weinen alle Anwesenden zu Tränen. Die Forschung spricht für diese Zeit vom „christomimetischen Königtum“. Die Könige eiferten der demütigen Selbstverleugnung Christi nach und bewiesen so ihre Befähigung für das Königsamt.
Heinrich förderte Speyer ungleich stärker als sein Vater Konrad. Frühestens Ende 1045 oder kurz vor dem Aufbruch nach Italien zur Kaiserkrönung schenkte er der Kirche mit dem Codex Aureus Escorialensis ein prachtvolles Evangeliar, das auch als Speyerer Evangeliar bekannt ist. Die Herrscherbilder zählen zu den prächtigsten des Mittelalters. Sie zeigen die salische Dynastie, wie sie sich 1045 herausgebildet hatte. Auf dem linken Bild ist die erste Generation mit Kaiser Konrad II. und seiner Gemahlin Gisela dargestellt. Der Prachtkodex beginnt mit den Tränen des Kaisers, mit seiner Reue und Bußfertigkeit. Konrad erfleht die Gnade Gottes. Das rechte Bild stellt die zweite Generation mit Heinrich III. und seiner Gemahlin Agnes dar. Die Hl. Maria thront als Himmelskönigin vor dem Speyerer Dom, der ihr geweiht ist. Heinrich III., der regierende Herrscher, beugt sich vor ihr und überreicht ihr das goldene Evangelienbuch.
Die Stiftungsintention der Herrscherbilder ist umstritten. Johannes Fried vermutet, dass eine Schwangerschaft der Agnes und damit der Wunsch nach einem Thronfolger den konkreten Anlass bildeten. Agnes hatte Ende September/Anfang Oktober 1045 als erstes Kind eine Tochter zur Welt gebracht. Zur selben Zeit erkrankte Heinrich so schwer, dass man mit seinem Tod rechnen musste. Die Fortdauer des gesamten salischen Königshauses schien gefährdet. Mit diesen Bildern sollte Maria, die Schutzpatronin des Speyerer Domes, gnädig gestimmt werden. Agnes wurde ihrer Fürbitte anvertraut, damit sie einen Nachkommen zur Welt bringen möge. Dagegen verweist Mechthild Black-Veldtrup auf die bevorstehende Romfahrt und die gefährlichen Begleitumstände, nicht zuletzt im Hinblick auf die Reisestrapazen der schwangeren Königin. Ludger Körntgen betont die Aspekte der Memoria: Liturgisches Gedenken der Lebenden und Verstorbenen. Im Codex Aureus findet sich auch der Satz: Speyer wird im Glanz erstrahlen durch König Heinrichs Gunst und Gabe (Spira fit insignis Heinrici munere regis).
Nach dem Tod der Mutter wurde der Dom erheblich ausgebaut und um ein Drittel vergrößert. Mit einer Gesamtlänge von 134 Metern stieg er zum größten Gotteshaus der abendländischen Christenheit auf. Ebenfalls ausgebaut wurde die salische Grablege. Der König legte ein Gräberfeld an, das mit 9 × 21 m in keinem anderen Gotteshaus des Reiches seinesgleichen fand. Es wurde Platz für künftige Bestattungen von Herrschern geschaffen, womit die Weichen für eine kontinuierliche Königsgrablege gestellt wurden. Heinrich ist fast jedes Jahr an „seinem geliebten Ort“ bis zum Osterfest 1052 nachzuweisen. Zum Osterfest 1052 kam es dann allerdings zu Zerwürfnissen zwischen Heinrich und dem Speyerer Bischof Sigebod, die sich offenbar auf die Grablege im Dom bezogen. Der zeitgenössische Bericht Hermanns von der Reichenau gibt an, dass Heinrich Speyer „mehr und mehr geringschätzte“. Eine gegenüber anderen Historikern deutlich reduzierte Bedeutung des Domes für Heinrich III. nimmt Caspar Ehlers an. Speyer sei seit Heinrichs Kaiserkrönung 1046 zunehmend in den Hintergrund getreten. So sind von insgesamt elf Urkunden für Speyer lediglich zwei Kaiserurkunden überliefert. Goslar trat dafür als neuer Mittelpunkt in den Vordergrund. Die Intestatbestattung Heinrichs in Goslar, die Körperbestattung in Speyer verdeutlichen nach Ehlers die Vorbehalte, die Heinrich gegenüber Speyer hatte.
Das letzte Bild, das Heinrich selbst um die Mitte des 11. Jahrhunderts in Auftrag gab, ist im sogenannten Codex Caesareus überliefert. Heinrich und seine Gemahlin stehen, wie schon im Codex Aureus, allein bei Christus, wieder gebeugt und demütig. Auf keinem der von ihm in Auftrag gegebenen Bilder sind Große in der Nähe. Es ist das letzte Herrscherbild dieser Art aus dem Mittelalter überhaupt.

### Kaiserkrönung und Reformpapsttum

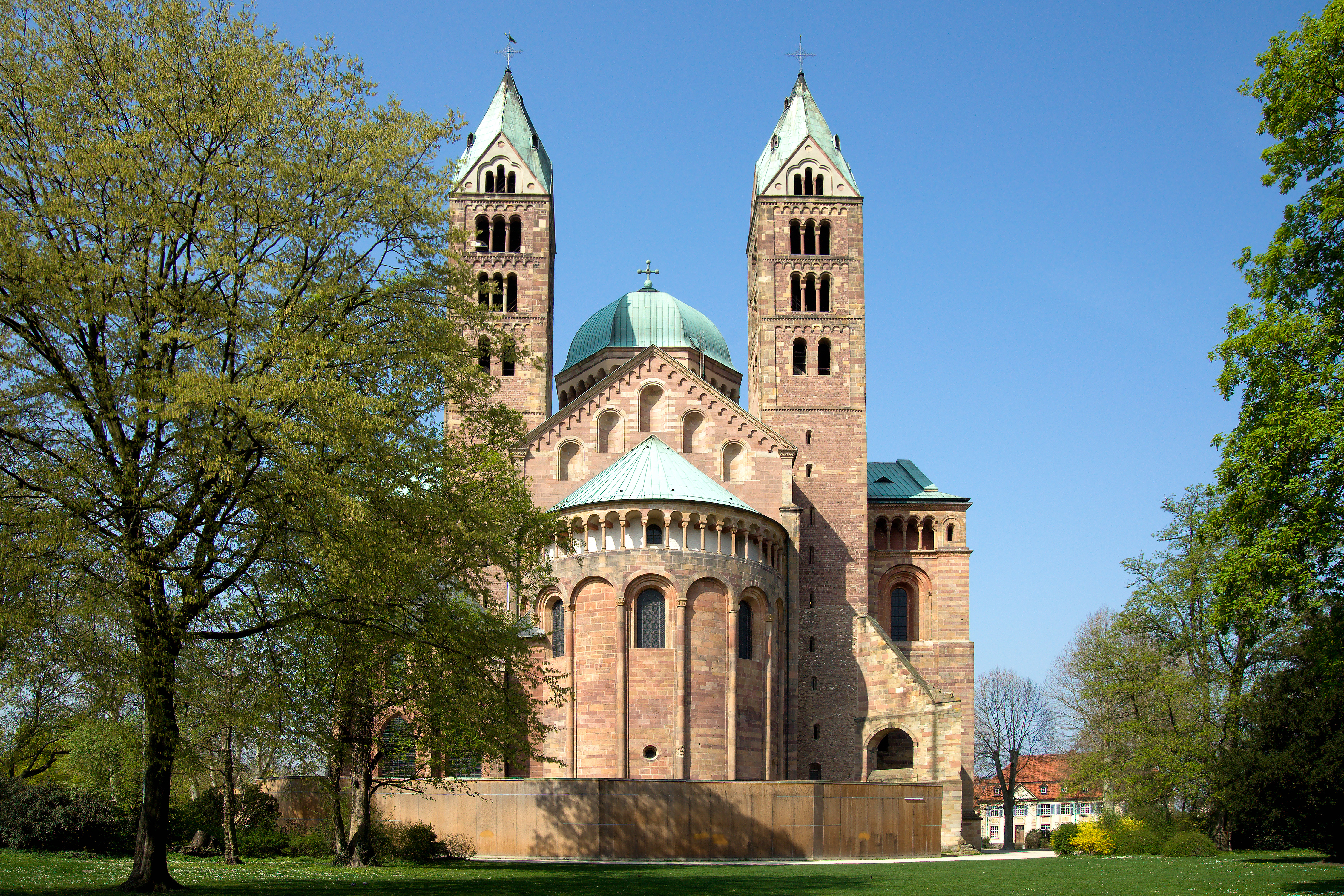
Der Dom zu Speyer galt in seiner Zeit als Wunderwerk

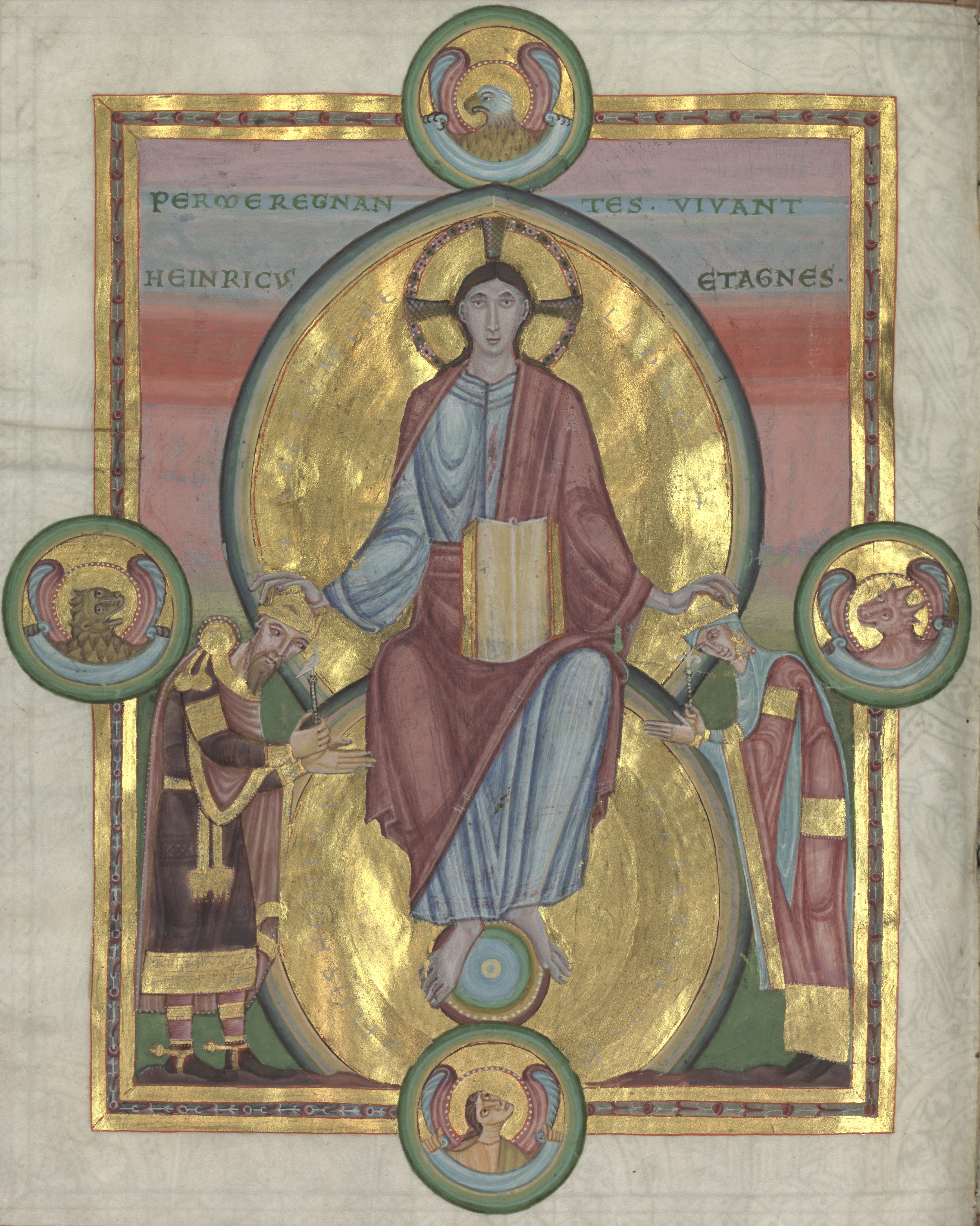
Der Codex Caesareus, der im Kloster Echternach geschrieben und illuminiert wurde, zeigt die Krönung des Kaiserpaares Heinrich III. und Agnes. Die Inschrift über dem in der Mandorla dargestellten, auf der Erdkugel thronenden Christus lautet: Per me regnantes, vivant Heinricus et Agnes („Durch mich regieren Heinrich und Agnes, sie sollen leben“)

Die Jahre 1044 bis 1046 markierten für das Papsttum eine Zeit schwerer Krisen. Die Ursachen sind in den Auseinandersetzungen der römischen Adelsfraktionen um die Stadtherrschaft zu finden, in denen die Päpste selbst Partei waren. Im Herbst 1044 wurde Papst Benedikt IX. aus dem Geschlecht der Tuskulaner infolge der römischen Adelskämpfe vertrieben. An seine Stelle wählten Anfang des Jahres 1045 die Crescentier ihren Parteigänger Bischof Johannes von Sabina zum Papst Silvester III. Benedikt IX. gelang es jedoch im März 1045, Silvester zu verdrängen und den Papstthron zurückzuerobern. Aus unbekannten Gründen trat Benedikt seine Würde jedoch am 1. Mai 1045 an den Erzpriester Johannes Gratianus von St. Johann an der Porta Latina für eine hohe Geldzahlung ab. Der neue Papst nahm den Namen Gregor VI. an.
Nach heutigem Forschungsstand zog Heinrich wegen der Kaiserkrönung nach Rom und nicht um das Papstschisma zu beenden. Als Zeitpunkt für den Aufbruch zum Italienzug im Jahre 1046 bestimmte Heinrich die Tage um den 8. September, den Tag Mariä Geburt. Bei dieser Gelegenheit machte er der Kirche von Speyer eine Reihe von Schenkungen. Als erster römisch-deutscher Herrscher konnte Heinrich Italien betreten, ohne auf Widerstand zu stoßen. Am 25. Oktober 1046 fand eine Synode in Pavia statt, die sich vor allem gegen den Verkauf kirchlicher Ämter wandte. Um den 1. November traf Heinrich mit dem seit mehr als einem Jahr amtierenden Papst Gregor VI. zusammen. Die Gespräche verliefen zunächst offenbar reibungslos, denn in Piacenza haben sich beide in eine Gebetsverbrüderung eingetragen. Der König scheint dann allerdings Informationen erhalten zu haben, die den Verdacht weckten, dass sich Gregor VI. die Papstwürde erkauft hatte. Dies warf ein grundlegendes Problem auf: Sollte die Kaiserkrone über jeden Zweifel erhaben sein, bedurfte Heinrich eines Coronators, dessen Würde und Rechtmäßigkeit außer Frage stand. So ließ der König am 20. Dezember 1046 eine Synode in Sutri einberufen. Sie ist als erste Reformsynode der Regierungszeit Heinrichs III. anzusehen, die sich das Ziel setzte, gegen die Simonie vorzugehen. Die Synode kam zu dem Ergebnis, dass Benedikt IX., der nicht anwesend war, kein Papst mehr sei. Der erschienene Silvester erhielt eine Strafe, deren Maß unbekannt ist. Gregor VI. führte als amtierender Papst den Vorsitz, zog jedoch so viel Kritik auf sich, dass er unter dem Druck der Versammlung zum Rücktritt bereit war und den Weg für einen neuen, unbelasteten Papst frei machte. Am 24. Dezember 1046 wurde erneut eine Synode in Rom abgehalten, die das in Sutri begonnene Reformwerk fortführte, Benedikt IX. förmlich absetzte und einen neuen Papst wählte. Heinrichs Wunschkandidat Erzbischof Adalbert von Hamburg-Bremen lehnte ab und schlug seinen Freund, Bischof Suidger von Bamberg, vor. Daraufhin wurde Suidger am 25. Dezember 1046 als Clemens II. zum Papst erhoben.
Unmittelbar im Anschluss daran krönte der neue Papst Heinrich und seine Gemahlin Agnes zu Kaiser und Kaiserin. Für Agnes setzte sich seit diesem Zeitpunkt in der Kanzlei die Bezeichnung Consors Regni durch, Heinrich ließ sich zusätzlich den spätantiken Titel Patricius Romanorum übertragen. Der Patricius galt traditionell als Schutzherr Roms und war berechtigt, an der Erhebung des Papstes mitzuwirken. So konnte der neue Kaiser nachträglich sein Handeln rechtfertigen.
Im Januar 1047 wurden auf der nach Rom einberufenen Synode der Kauf kirchlicher Ämter scharf verurteilt und Beschlüsse über das Vorgehen gegen simonistische Priester gefasst. Noch im selben Monat stieß Heinrich, begleitet von Clemens II., zur Klärung der politischen Lage in den lombardischen Fürstentümern nach Süditalien vor. Er entzog Waimar IV., der nach der Vormachtstellung in diesem Raum strebte, das Fürstentum Capua und übertrug es erneut Pandulf IV., der einst von Konrad II. abgesetzt worden war. Hauptgrund für diese Maßnahme dürfte gewesen sein, dass Pandulf in enger Verbindung mit den Tuskulanern stand und mit seiner Macht Rom und dem Kirchenstaat gefährlich werden konnte. Gleichzeitig wurden die Normannenführer Rainulf mit Aversa und Drogo von Hauteville mit seinem apulischen Landbesitz belehnt. Diese Bestimmung ging zu Lasten der rechtlichen Ansprüche des Byzantinischen Reiches, dem die Normannen Teile Apuliens bereits entrissen hatten. Damit traten zum ersten Male Normannenführer in eine unmittelbare Lehnsbindung zum Reich und erreichten eine Legalisierung ihres eroberten Landbesitzes. Offenbar versuchte Heinrich ein Gleichgewicht zwischen normannischen und einheimischen Führern herzustellen. Bestand hatte diese Neuordnung jedoch nicht; schon bald erschien Waimar erneut als Lehnsherr der Normannen. Noch vor dem Sommer 1047 kehrte Heinrich nach Deutschland zurück.
Mit der Erhebung Papst Clemens II. wurde eine Entwicklung eingeleitet, die auf eine Verklammerung des Reiches mit der Kirche zulief. Clemens und seine Nachfolger waren Mitglieder des Reichsepiskopats gewesen und behielten auch nach ihrer Erhebung in das Papstamt ihr jeweiliges Bistum. Dies ergab die Möglichkeit, auch den römischen Bischofssitz enger in das Beziehungsgeflecht der Reichskirche einzubinden. Auf Clemens folgte 1048 für wenige Wochen Bischof Poppo von Brixen als Papst Damasus II. Auf dem Reichstag von Worms im Dezember 1048 setzte dann Heinrich III. Bischof Bruno von Toul als Papst Leo IX. ein. Mit seinem fünfjährigen Pontifikat erreichte der Kampf gegen die Missstände in der Kirche (Priesterehen, Simonie) einen ersten Höhepunkt. Leo sammelte Persönlichkeiten in seinem Umfeld wie den Lütticher Domkanoniker Friedrich, den späteren Papst Stephan X., der Kanzler der römischen Kirche wurde, Hugo Candidus, Geistlicher am Frauenkloster Remiremont, Humbert, Mönch der Abtei Moyenmoutier, der es zum Kardinalbischof von Silva Candida brachte, aber auch den jungen römischen Kleriker Hildebrand, den späteren Papst Gregor VII. Sie alle waren vom Geiste kirchlicher Erneuerung geprägt. Mit dem Pontifikat Leos IX. erhielten Bemühungen um Zentralisierung und hierarchische Ordnung der gesamten Kirche Auftrieb. Das Papsttum begann sich aus der regionalen Gebundenheit an den römisch-mittelitalienischen Raum zu lösen und entwickelte sich zu einer institutionell verankerten Primatsgewalt. Leo bereiste Süditalien, Deutschland und Frankreich und suchte selbst die Grenzregionen Ungarns auf. Während seiner fünfjährigen Regierungszeit tagten in Deutschland, Frankreich und Italien zwölf von ihm persönlich geleitete Synoden, die die Reform des Klerus zum Thema hatten. Das Bemühen um die kirchliche Erneuerung wurde von Kaiser Heinrich III. unterstützt. Seine Herrschaft orientierte sich ebenfalls stark an kirchlichen Normen und kanonischen Schriften. Heinrich bekämpfte die Simonie, und die Priestersöhne erhielten – wohl gegen den Willen der meisten Reichsbischöfe – keine Chance ein Bischofsamt zu bekommen. Auf der Mainzer Synode vom Oktober 1049 wurde ein enges Zusammenwirken der beiden höchsten Gewalten deutlich. Doch gelang es Leo einige Jahre später nicht, die Unterstützung Heinrichs gegen die expandierenden Normannen in Süditalien zu erhalten. Am 18. Juni 1053 erlitt das päpstliche Heer bei Civitate im Norden Apuliens eine vernichtende Niederlage (Schlacht von Civitate). Leo geriet in die Gefangenschaft der Normannen und starb bald nach seiner Freilassung. Heinrich bewirkte im folgenden Jahr die Erhebung eines vertrauten Ratgebers, des Bischofs Gebhard von Eichstätt, als Papst Viktor II.

### Reichspolitik

#### Adelspolitik

Heinrich III. nimmt eine Bittschrift entgegen. Miniatur aus dem Perikopenbuch Heinrichs III., Echternach, Mitte des 11. Jahrhunderts. Bremen, Staats- und Universitätsbibliothek, Ms. b. 21, fol. 125r.

Als Herzog Konrad der Jüngere von Kärnten am 20. Juli 1039 starb, besetzte Heinrich auch dieses Herzogtum zunächst nicht wieder. Die drei süddeutschen Herzogtümer Bayern, Schwaben und Kärnten standen damit in der Verfügungsgewalt des Königs. Nie zuvor hatte ein römisch-deutscher Herrscher bei seinem Regierungsantritt eine so breite Machtbasis besessen. Bayern wurde 1042 ohne eine Wahl der einheimischen Großen in Basel an den Luxemburger Heinrich VII. vergeben. 1045 übertrug der König Schwaben an den Ezzonen Otto II. Heinrich konnte dadurch seine Position am Niederrhein ausbauen, denn Otto überließ ihm die Suitbertinsel (Kaiserswerth) und Duisburg. Die führende Rolle der Ezzonen in der Reichspolitik veranschaulichen die Überlegungen einer Gruppe von Fürsten, den Ezzonen Heinrich zum Nachfolger Heinrichs III. zu bestimmen, als dieser im Herbst 1045 so schwer erkrankte, dass man mit seinem Tod rechnete. Doch Heinrich wurde wieder gesund. 1047 erhielt der schwäbische Graf Welf III. das Herzogtum Kärnten. Alle neu ernannten Herzöge waren Landfremde. Damit waren sie auf die Unterstützung durch die königliche Zentralgewalt angewiesen. Der Amtscharakter blieb so gewahrt, die Erblichkeit der Herzogswürde und die Bildung neuer Herzogsdynastien konnte verhindert werden.
Bereits 1047 starben die neuen Herzöge in Bayern und Schwaben. Anfang 1048 übertrug Heinrich das Herzogtum Schwaben an Otto (III.) von Schweinfurt aus der fränkischen Linie der Babenberger. Bayern wurde im Februar 1049 gegen die gewohnte Mitbestimmung des bayerischen Adels und dazu noch an einen Landfremden, den Ezzonen Konrad, vergeben. Schon bald muss es zu Unstimmigkeiten zwischen dem Kaiser und dem neuen Bayernherzog gekommen sein. Laut dem Gründungsbericht der Abtei Brauweiler war der Grund für die spätere Absetzung Konrads die Tatsache, dass er die Ehe mit einer der Kaisertöchter verschmäht habe und gegen den Willen Heinrichs Judith von Schweinfurt heiratete. Doch sind die Hintergründe für die auslösenden Konflikte wohl eher in unterschiedlichen Auffassungen über Heinrichs Ungarnpolitik zu finden. Die Adelsfraktion um den Herzog Konrad hat wohl einen Ausgleich mit den Ungarn angestrebt. Der Onkel des Kaisers, der Bischof Gebhard III. von Regensburg, spielte bei der Absetzung Konrads eine entscheidende Rolle. Gebhard galt als Exponent einer ungarnfeindlichen Position. Zwischen Gebhard und Konrad soll spätestens ab 1052 eine offene Feindschaft bestanden haben. Gegen die sich formierende Opposition ging Heinrich energisch vor. Ostern 1053 wurden beide Parteien vor Gericht geladen. Am 11. April folgte auf dem Merseburger Hoftag der Urteilsspruch gegen Konrad. Er wurde für schuldig befunden und als Herzog von Bayern abgesetzt. Heinrich beauftragte den Bischof Gebhard I. mit der Leitung des Herzogtums.
Noch 1053 gelang es dem abgesetzten Herzog Konrad, zum ungarischen Gegner zu fliehen und breite Kreise Bayerns gegen den Herrscher zu sammeln und zu mobilisieren. 1055 schloss sich eine Gruppe mächtiger Fürsten in den süddeutschen Herzogtümern gegen die autoritäre Herrschaft des Königs zusammen, darunter ausgerechnet der Bischof von Regensburg, der mächtige Herzog Welf III. und der abgesetzte Herzog Konrad I. von Bayern. Die Gründe bleiben im Dunkeln; die Verschwörer planten, Heinrich zu ermorden. Als Nachfolger war Konrad I. vorgesehen. Der geplante Königsmord offenbart größte Spannungen im Ordnungssystem. Niemals zuvor hatte es im fränkisch-deutschen Herrschaftsbereich solche Vorgänge gegeben. Der Umsturz wurde jedoch durch den plötzlichen Tod Welfs III. und Konrads I. vereitelt. Die Niederaltaicher Annalen schrieben dies göttlichem Eingreifen zu. Nach dem Gründungsbericht des seit 1051 den Kölner Erzbischöfen gehörenden Ezzonenklosters soll Heinrich den Giftmord an Konrad seinem Koch in Auftrag gegeben haben. Doch fehlen parallele Quellen, die derartige Vorwürfe auch nur andeuten. Bischof Gebhard von Regensburg wurde vorgeladen, überführt und inhaftiert, bald darauf jedoch wieder freigelassen und im folgenden Jahr vom Kaiser in Gnaden aufgenommen.

##### Verschlechterung der salisch-billungischen Beziehungen

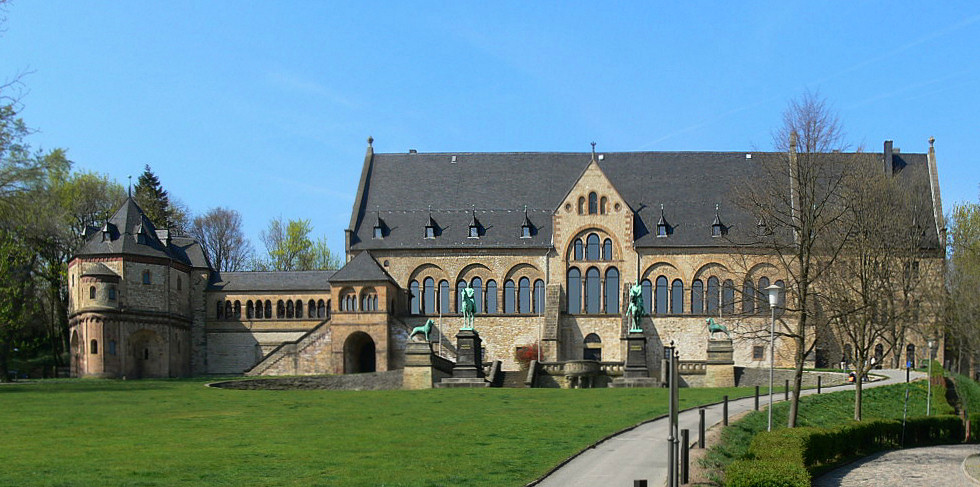
Die Kaiserpfalz Goslar mit dem Pfalzstift St. Simon und Judas wurde zum geistigen Zentrum der Hofkapelle.

Nach vorherrschender Forschungsmeinung verschlechterten sich zwischen Heinrich III. und Sachsen die Beziehungen. Sachsen wurde von Egon Boshof, Wolfgang Giese und Stefan Weinfurter als der Ort der frühesten Opposition gegen den Salier angesehen. Dagegen hat jüngst Florian Hartmann das Herzogtum Sachsen analysiert und eine nahezu konfliktfreie Zeit in dieser Region festgestellt. Die Vorstellung von aufständischen Sachsen unter Heinrich III. basiere vor allem auf der Heranziehung von Quellen, die zu späterer Zeit verfasst wurden und unter dem Eindruck des Sachsenkrieges berichten.
Während der Herrschaft Konrads II. und Heinrichs III. war das Verhältnis der Salier zu den Billungern zunächst von Gleichgültigkeit geprägt. Sachsen erhielt den Charakter eines Nebenlandes. Ein Vorgang im Jahr 1047 markiert nach Gerd Althoff einen Wendepunkt in den salisch-billungischen Beziehungen. In diesem Jahr besuchte Heinrich den Erzbischof Adalbert von Bremen und hielt sich dabei auch auf dem Königshof in Lesum auf. Als Grund für diesen Besuch nennt Adam von Bremen, man habe „die Treue der Herzöge erkunden wollen“. Gerade noch rechtzeitig konnte der Kaiser vor einem Anschlag bewahrt werden. Der Billunger Graf Thietmar, der Bruder Herzog Bernhards II. von Sachsen, soll ein Attentat vorbereitet haben. Durch einen Vasallen des Grafen wurde Heinrich dieser Anschlag offenbart. Geklärt werden sollte die Anschuldigung in Pöhlde mit einem gerichtlichen Zweikampf. Dass dabei mit dem Billunger Thietmar ein Hochadliger gegen seinen eigenen Vasallen antrat, war unüblich; Heinrich ließ dies jedoch zumindest zu oder hat es vielleicht sogar selbst verlangt. Im Zweikampf starb der Billunger an seinen Wunden, worauf dessen Sohn den Vasallen in seine Gewalt brachte und tötete. Dies wiederum rächte der Kaiser, indem er Thietmars Sohn lebenslang ins Exil schickte und seine Güter konfiszierte. Die Härte und Konsequenz, mit der Heinrich III. gegen den Billunger und dessen Sohn vorging, verschlechterte die Beziehungen zu den Billungern. Nach Florian Hartmann hingegen folgte aus diesen Ereignissen keine Empörung der Billunger gegen Heinrich. Vielmehr habe ein halbes Jahr später Herzog Bernhard die Vergabe eines Wildbanns an die Bremer Kirche unterstützt.
Unter Heinrich setzte eine neuartige Behandlung von Konflikten zwischen König und Großen ein, die sich von der Praxis in ottonischer Zeit erheblich unterschied. Im gütlichen Vergleich hatten sich bislang die Gegner des Königs bei der Beendigung von Auseinandersetzungen bereit erklärt, Genugtuung durch Unterwerfung zu leisten, woraufhin der König Milde und Verzeihen walten ließ. Dieses eingespielte Ritual akzeptierte Heinrich III. nicht mehr. Die Konsequenzen für die Betroffenen fielen nun erheblich härter aus. Erstmals wurde unter Heinrich für Majestätsverbrechen (contemptor imperatoris), also für jede Auflehnung gegen den Herrscher, die Todesstrafe festgesetzt. Das Verhalten und die Reaktionen der Billunger machen deutlich, dass sie das gegen ihre Verwandten angewandte Verfahren nicht billigten. Für Unmut sorgte auch der energische Ausbau des Reichsgutes in Sachsen, wo die Salier kein Hausgut besaßen. Alle Versuche der Könige, die Verwaltung zu straffen und den Ausbau des Reichsgutes voranzutreiben, lösten dort Widerstand aus. Für den Unterhalt des königlichen Hofes wurde der sächsische Besitz intensiver genutzt. Nach der Ansicht eines süddeutschen Chronisten entwickelte sich Sachsen zur „coquina imperatoris“ („Küche des Kaisers“).
Bereits unter Heinrich II. war die Königspfalz von Werla nach Goslar verlegt worden. Heinrich III. förderte Goslar mit mehreren Privilegien, da der Silberbergbau dem Königtum erhebliche Einkünfte verschaffte. Die neue Pfalz mit dem Pfalzstift St. Simon und Judas wurde ein zentraler Ort der Reichsverwaltung. Die Spannungen mit den Sachsen vertieften sich jedoch durch die Einsetzung Adalberts zum Erzbischof von Hamburg-Bremen. Adalbert entwickelte sich zu einem erbitterten Gegner der Billunger. Ihn selbst, seine Kirche und die Kirchenleute hätten die Billunger mit tödlicher Feindschaft verfolgt. Herzog Bernhard betrachtete den Erzbischof von vorneherein als seinen Gegner, der zu seiner Überwachung und als Spion in seine Gebiete geschickt sei, „um Fremden und dem Kaiser die Schwächen des Landes zu verraten“.

##### Auseinandersetzungen in Lothringen
In Lothringen hatte Herzog Gozelo seit 1033 sowohl über Niederlothringen als auch über Oberlothringen geherrscht. Sein Tod am 19. April 1044 führte zu schweren Auseinandersetzungen zwischen Heinrich und Gozelos jüngerem Sohn Gottfried dem Bärtigen über die Nachfolgeregelung. Aus den spärlichen Quellen lässt sich der konkrete Sachverhalt kaum erhellen. Nach der Darstellung der Annales Altahenses und Hermanns von der Reichenau scheint es so, dass sich Gottfried dem Willen des Vaters ebenso wie der Verfügung des Königs widersetzte. Gozelo hatte Gottfried bereits zu seinen Lebzeiten das Herzogtum Oberlothringen übertragen. Niederlothringen wurde jedoch an seinen jüngeren Sohn Gozelo II. – trotz dessen Feigheit (ignavus) und Unfähigkeit (quamvis ignavo) – vergeben. Der Annalist von Niederaltaich schreibt allerdings eindeutig allein dem König die Entscheidung zu, das Herzogtum Niederlothringen nach dem Tod Gozelos an dessen älteren Sohn zu vergeben. Heinrich III. wollte Gottfried nur Oberlothringen zuerkennen. Offenbar nutzte er durch den Tod Gozelos I. die Gelegenheit, den lothringischen Machtkomplex zu zerschlagen. Beim Tod seines Vaters 1044 erhob Gottfried der Bärtige Widerspruch und wollte zusätzlich die Herzogswürde von Niederlothringen. Gottfried berief sich auf seine bisherige bedeutende Stellung und wohl auch auf den Willen seines Vaters. Als weiteres Argument dürfte das Idoneitätsprinzip in den folgenden Auseinandersetzungen eine Rolle gespielt haben, da die Unfähigkeit Gozelos II., dem der König Niederlothringen zur Verwaltung gegeben hat, von Hermann von Reichenau bezeugt wird.
Heinrich blieb in den Konflikten unnachgiebig und verlangte die Anerkennung Gozelos II. als Herzog, obwohl Gottfried seine Bereitschaft erklärte, jede von ihm verlangte Gegenleistung zu erbringen, wenn er nur beide Herzogtümer behalten könne. Für Heinrich war der Amtscharakter der herzoglichen Würde entscheidend und in Wahrung seiner Amtshoheit verfügte er über die Zwischengewalten nach seinem Ermessen. In den folgenden Konflikten soll sich Gottfried mit Heinrich I. von Frankreich verbündet haben. Dieser Hochverrat, wie die Annales Altahenses ihn überliefern, ist von Egon Boshof in einer grundlegenden Studie bezweifelt worden.
Durch Fürstenspruch wurden Gottfried seine Reichslehen aberkannt, was den Verlust beider Lothringen bedeutete. Im Winter 1044 begann Heinrich den Feldzug. Gleichzeitig brachen in Burgund Unruhen aus, die jedoch ohne größeres Zutun des Königs beendet worden konnten. Bereits im Januar 1045 konnte Heinrich die Unterwerfung der burgundischen Rebellen entgegennehmen. In den Konflikten wurde Gottfried politisch isoliert. Heinrich gelang es, die führenden Familien Lothringens, besonders die Ezzonen, aber auch die Lützelburger für sein Anliegen zu gewinnen. Auch der lothringische Episkopat erwies sich als zuverlässiger Rückhalt des Königs. Auf einem Hoftag in Goslar im Frühjahr 1045 nahm Heinrich die Huldigung eines Sohnes Balduins V. von Flandern entgegen und übertrug ihm ein Flandern benachbartes Grenzgebiet, auf das Gottfried Anspruch erhoben hatte. Damit gewann er Balduins Neutralität, leistete aber zugleich der flandrischen Expansion ins Reich Vorschub. Die militärischen Auseinandersetzungen zogen sich noch längere Zeit hin, da eine schwere Hungersnot die kriegführenden Parteien zur Einschränkung ihrer Aktionen zwang. Erst im Juli 1045 unterwarf sich Gottfried und wurde von Heinrich im Giebichenstein in Gewahrsam genommen. Eine Entscheidung auf einem Aachener Hoftag im Mai 1046 sprach ihm nach seiner Entlassung aus der Haft das Herzogtum Oberlothringen zu. Als Garantie für zukünftiges Wohlverhalten musste er seinen Sohn als Geisel stellen. Niederlothringen wurde dem Lützelburger Friedrich übertragen, wodurch die Lützelburger als Nutznießer aus den Auseinandersetzungen hervorgingen. Sie geboten nun über zwei Herzogtümer und konnten mit dem Bistum Metz eine Schlüsselstellung in Oberlothringen behaupten. Um die Mitte des Jahres galt die Lage so weit als beruhigt und gefestigt, dass Heinrich Vorbereitungen für den Italienzug treffen konnte.
Gottfried hat sich offenbar über seine Unterwerfung hinaus intensiv um eine Aussöhnung mit Heinrich bemüht. Umso schwerer musste ihn die Brüskierung treffen, als der Kaiser am Grabe der Apostelfürsten – wohl aus Anlass seiner Kaiserkrönung – eine Indulgenz verkündete und öffentlich seinen Gegnern und Feinden verzieh, Gottfried jedoch ausdrücklich ausnahm. Der Ausschluss aus dem Akt der Vergebung widersprach der kaiserlichen Friedenspolitik zutiefst und verdeutlicht, wie tief das Misstrauen Heinrichs gegenüber Gottfried gewesen sein muss. Wahrscheinlich nach Heinrichs Rückkehr aus Italien im Mai 1047 begann Gottfried mit den Vorbereitungen zu einer erneuten Empörung. Mehr zufällig als bewusst geplant fanden sich Gottfried, Dietrich von Holland, Balduin V. von Flandern und Graf Hermann vom Hennegau zu einer Koalition zusammen. In den folgenden militärischen Auseinandersetzungen wurden die Kaiserpfalz Nimwegen und Verdun zerstört. Heinrich konnte den Aufstand durch ein Treffen mit Heinrich I. von Frankreich und durch Absprachen mit den Dänen und Angelsachsen, die Flottenhilfe zusagten, einkreisen. Im folgenden Jahr gelang ihm die Wende. Im Januar 1049 fiel Dietrich von Holland. Nachdem Gottfried 1049 von Papst Leo IX. exkommuniziert worden war, unterwarf er sich im Juli dieses Jahres in Aachen dem Herrscher und musste daraufhin auf sein Herzogtum verzichten. Dass Gottfried unter den Fürsten noch immer Fürsprecher fand, deutet darauf hin, dass sie durchaus das Recht des Lothringers erwogen haben. Gottfried wurde unter der Obhut des Erzbischofs Eberhard in Trier inhaftiert. Im Herbst war auch Balduin von Flandern bezwungen. Heinrich hatte damit die bislang größte Gefahr seiner Herrschaft bestanden und sein Ziel erreicht, ein übergroßes Herzogtum zu zerschlagen und einer besseren Kontrolle der Zentralgewalt zu unterwerfen. Auf lange Sicht gestalteten sich die Verhältnisse für das Reich allerdings nachteilig. Die Schwächung der lothringischen Herzogsgewalt führte dazu, dass der herrschaftsbildende Adel immer weniger kontrolliert werden konnte. Die Nachfolger Gottfrieds im geteilten Herzogtum besaßen nicht die Basis, um die Interessen des Reiches machtvoll vertreten zu können. Die politische Zersplitterung des westlichen Grenzraumes führte zu einer Machteinbuße des Reiches. Nutznießer war vor allem Graf Balduin V. von Flandern.
Nach seiner Entlassung aus der Haft suchte Gottfried bald nach Wegen, um eine neue Machtstellung aufzubauen. Ohne Absprache mit dem Kaiser heiratete er Beatrix von Tuszien, die Witwe des 1052 ermordeten Markgrafen Bonifatius von Tuszien. Die enorme Machtstellung, die er damit in Oberitalien erreichte, veranlasste Heinrich im Frühjahr 1055 zum zweiten Italienzug. Gottfried setzte sich rasch in seine lothringische Heimat ab, Beatrix und ihre Tochter Mathilde wurden gefangen genommen und Ende 1055 in das Reich geführt. Gemeinsam mit dem seit dem 13. April 1055 amtierenden Papst Viktor II. wurde zu Pfingsten eine Reformsynode in Florenz abgehalten. Viktor wurden von Heinrich das Herzogtum Spoleto und die Markgrafschaft Fermo übertragen. Mit den langobardischen Fürstentümern und Byzanz wurden Verhandlungen über das Problem der normannischen Expansion aufgenommen, über das Ergebnis ist jedoch nichts bekannt. Im November 1055 kehrte Heinrich nach Deutschland zurück. Das wichtigste Ziel, die Festigung der Herrschaft in Italien, war erreicht worden. Die Normannenfrage blieb allerdings ungeklärt.

#### Kirchenpolitik
Heinrich III. stärkte die Bischofskirchen auf Kosten der Reichsklöster. Den Bischöfen von Bamberg, Brixen, Minden, Köln und Passau bestätigte er die Übertragung ehemaliger Reichsabteien und Eigenklöster. Dies bedeutet jedoch nicht, dass Maßnahmen zur Stärkung der verbliebenen Reichsklöster eingestellt wurden. Schutz und Förderung dieser Klöster waren untrennbar mit dem Wohl und dem Bestand von König und Reich verbunden (stabilitas regni vel imperii). Die Ausstattung der Klöster und Stifte mit Besitzungen und Rechten diente nicht nur der Sicherung des Seelenheils des Königs, sondern garantierte auch den Fortbestand des Reiches.
Vor allem aber wurden die Bischofskirchen des Reichs gefördert. In den Jahren 1049 bis 1052 erhielt Hildesheim sechs größere Schenkungen. An Halberstadt gingen im selben Zeitraum drei Schenkungen. Der Regierungspraxis seiner Vorgänger folgend, baute Heinrich die Reichskirche durch Verleihung und Bestätigung von Immunitäten, Forsten, geldlich nutzbaren Hoheitsrechten und Grafschaften weiter aus. Die Reichskirche war dadurch in der Lage, die aus den Schenkungen von Besitz und Rechten resultierenden Leistungen für den Herrscher wirkungsvoll zu leisten und den Königsdienst (servitium regis) zu erfüllen. Die Arengen der Diplome betonen gelegentlich, dass der Herrscher für alle Kirchen des Reiches Sorge zu tragen und jede einzelne in ihrer Aufgabe, dem Dienst für Gott, zu fördern habe. In allen schwierigen Situationen während seiner Herrschaft erwies sich die Reichskirche als feste Stütze. Auf die Erhebung der Bischöfe und der Vorsteher der Reichsabteien und Reichsstifte übte Heinrich maßgeblichen Einfluss aus. Die königlichen Entscheidungen standen dabei durchaus in Einklang mit der kirchlichen Reformströmung. Bei der Nachfolgeregelung 1042 in Eichstätt akzeptierte Heinrich den von Bischof Gebhard von Regensburg vorgeschlagenen Kandidaten Konrad nicht, da er Sohn eines Priesters war. Heinrich achtete zudem auf hohe Qualität der Amtsträger. Sie mussten die kirchlichen Gesetze kennen und in ihren Kirchen anwenden. Im Zeremoniell der Bischofserhebung führte er eine bedeutende Neuerung ein. Als erster Herrscher verwandte er bei der Investitur neben dem Stab den Ring. Der Ring ist ein geistliches Zeichen, das die Vermählung des Bischofs mit seiner Kirche symbolisiert. Unter seinem Sohn führte dieser Akt unter dem Schlagwort investitura per annulum et baculum (Investitur mit Ring und Stab) zu massiven Konflikten mit den Vertretern der gregorianischen Reform.
Bis 1042, dem Todesjahr Poppos, des Patriarchen von Aquileia, führte dieser eine weitgehend eigenständige Territorial- und Kirchenpolitik. Sie war von scharfen, auch außenpolitischen Konflikten geprägt, in die er auch Konrad II. hineingezogen hatte. Schon 1027 hatte er zur Durchsetzung seines Anspruchs als Patriarch die Rivalin Grado zerstören lassen, erneut geschah dies im Jahr 1044. Damit drohte eine offene Auseinandersetzung mit Venedig, auf dessen Territorium Grado lag. Tatsächlich eroberte die Stadt nach Poppos Tod Grado zurück. Karl Schmid ist einer der wenigen, die diesen kaum beforschten Vorgang kommentierten: „Symptomatisch mit Blick auf Aquileja und seinen Vorrang als Patriarchat ist es, daß Heinrich III. Poppos antigradensische und damit antivenezianische Politik nach dessen Tod […] nicht fortgesetzt hat“.
Die Verklammerung der Hofkapelle mit der Reichskirche wurde unter Heinrich weiter verstärkt, die Effizienz der Hofkapelle im Königsdienst erreichte ihren Höhepunkt. 1040 wurden die Spitzenämter neu geregelt. Seit 965 hatte der Mainzer Erzbischof mit der Würde des Erzkaplans das höchste geistliche Amt der Hofkapelle bekleidet. Als Erzkaplan war er gleichzeitig Erzkanzler des ostfränkisch-deutschen Reiches. Zur Zeit Heinrichs wurde der Mainzer Erzbischof Bardo in den Urkunden vermehrt Erzkanzler genannt. Das Amt des Erzkapellans wurde von dem des Erzkanzlers getrennt. Schließlich wurde der Titel archicapellanus durch capellarius ganz ersetzt. Gleichzeitig wurde die Funktion des obersten Kapellans in der Hofkapelle von einem führenden Hofgeistlichen ausgeübt. Er war den Weisungen des Herrschers in viel stärkerem Maße unterworfen und war ständig am Hof präsent. Dies steigerte die Effektivität der Verwaltung. Mit dem Erlöschen des Amtes des Erzkapellans rückte der Erzkanzler an die Spitze der geistlichen Hofämter. Der Erzkanzler für Deutschland, der Mainzer Erzbischof, besaß das Privileg, neben dem Kaiser sitzen zu dürfen (primatus sedendi), und dokumentierte damit seinen Vorrang gegenüber den anderen Großen. Für den italischen Reichsteil hatte der Kölner Erzbischof Hermann II. das Amt des Erzkanzlers inne. Für Burgund führte Heinrich III. ein weiteres Erzkanzleramt ein und übertrug es dem Erzbischof Hugo von Besançon.

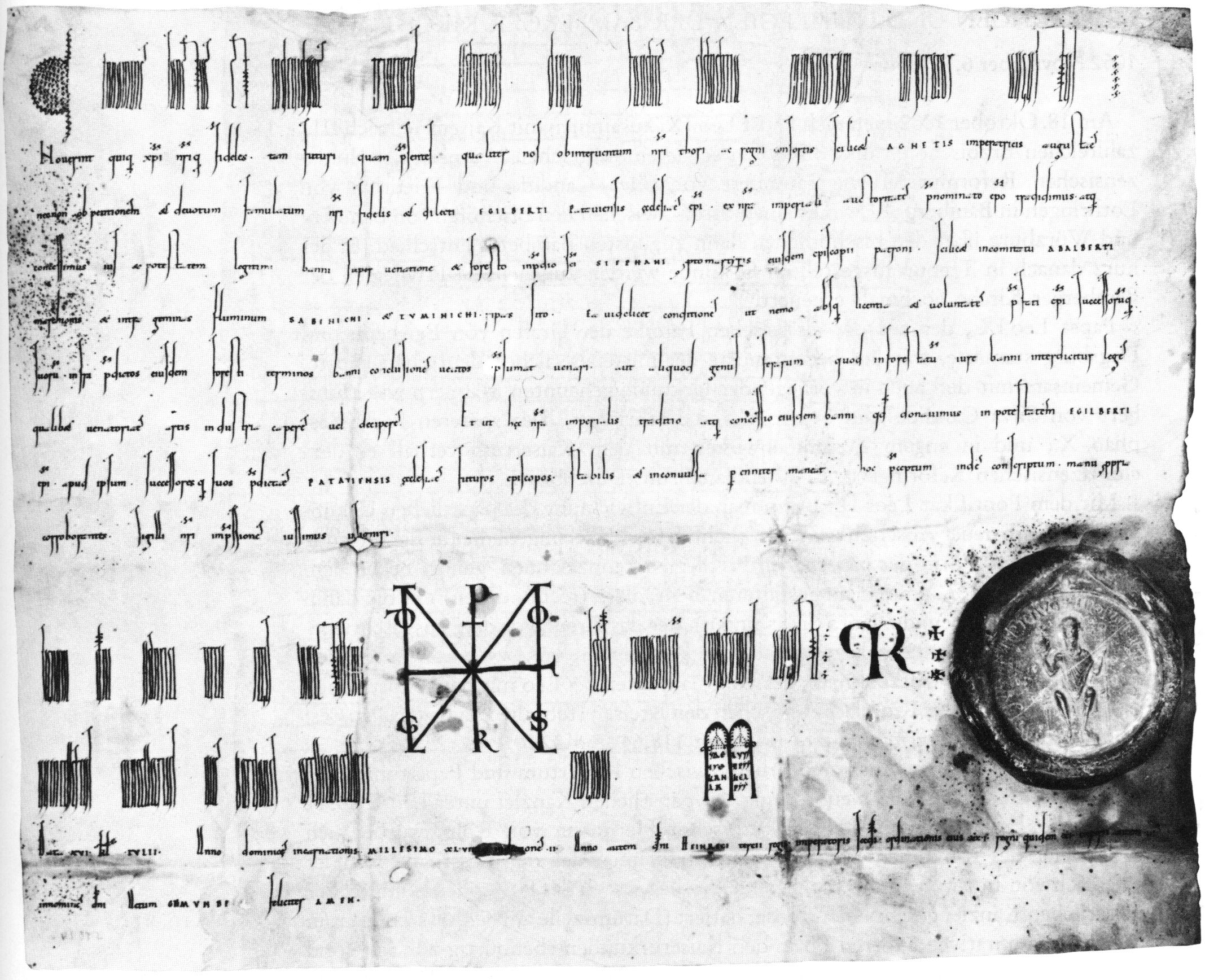
Urkunde Heinrichs III. für Bischof Egilbert von Passau, ausgestellt am 16. Juni 1049. München, Bayerisches Hauptstaatsarchiv, Kaiserselekt 372

Durch die Gründung von Pfalzstiften in seiner Lieblingspfalz Goslar und in Kaiserswerth bewirkte Heinrich III. eine noch engere Verbindung von königlichem Herrschaftszentrum und Kirche, wodurch sich die personelle Basis der königlichen Hofkapelle verbreiterte. Die Pfalz Goslar mit dem Pfalzstift St. Simon und Judas wurde zum wichtigsten Ausbildungszentrum. Neun Urkunden für das Pfalzstift sind erhalten. Sie sind sämtlich Schenkungen, mit denen das Pfalzstift reich ausstattet wurde. Mit den Aposteln Simon und Judas wählte Heinrich Tagesheilige seines Geburtstages (28. Oktober) als Stiftspatrone. Die Bedeutung, die Heinrich seinem Geburtstag zumaß, ist für einen mittelalterlichen Herrscher ungewöhnlich, da in dieser Zeit nicht der Geburts-, sondern der Todestag – als Beginn des Lebens in Gott – von Bedeutung war.
Unter Heinrich III. wurden besonders viele Kapelläne zu Bischöfen ernannt. Die „Kapellan-Bischöfe“ sollten Garant für besonders enge Bindungen zwischen den Bischofskirchen und dem Herrscherhof sein. Die Kapelläne, die in der Verwaltung und Rechtspflege tätig waren, vollbrachten auf diesem Gebiet Meisterleistungen. Das Leistungsvermögen der Hofkanzlei führte dazu, dass die mittelalterliche Königsurkunde zu dieser Zeit ihren Höhepunkt erreichte.

### Friedensprogramm
Rechts- und Friedenswahrung gehörten zu den wichtigsten Pflichten des Königs. Die Vorstellung eines „Friedens durch Herrschaft“ stammte aus der antiken Welt und war im frühen Mittelalter intensiv erörtert worden, in der ottonischen Zeit jedoch in den Hintergrund geraten. Mit Heinrich trat diese Vorstellung wieder hervor. Der Kerngedanke seines Königtums war die Friedensidee. In Wipos Tetralogus wird der Herrscher aufgefordert, die kaiserliche Ordnungsaufgabe tatkräftig anzugehen. Den gesamten Erdkreis (totus orbis) solle er dem gottgefälligen und gottgewollten umfassenden Frieden (pax) zuführen. Der König wird als „Urheber des Friedens“ (auctor pacis) und „Hoffnung des Erdkreises“ (spes orbis) gefeiert. Zu den Grundlagen von Heinrichs Friedensbefehlen gehörten Buße und Barmherzigkeit. Mit seinem Bußweinen war auch immer das Gebot eines allgemeinen Friedens an alle verbunden. Schon über seinen Aufenthalt in Burgund 1042 berichten die Chronisten, dass er den Frieden gesichert habe, ohne allerdings nähere Auskunft über die Art seines Vorgehens zu geben. Auf der Konstanzer Synode im Oktober 1043, wenige Wochen nach dem siegreichen Ungarnfeldzug, habe Heinrich das Volk zum Frieden ermahnt. Am Ende der Synode habe er noch ein königliches Edikt erlassen, mit dem er „einen seit vielen Jahrhunderten nicht bekannten Frieden“ anordnete. Es ist ungewiss, was die unmittelbare Triebkraft für die Friedensidee war. Möglicherweise waren es Anregungen aus dem südfranzösisch-burgundischen Raum, wo sich die Gottesfriedensbewegung weit ausgebreitet hatte. Im Zusammenschluss von Bischöfen und Fürsten wurden dort bestimmte Personengruppen sowie gewisse kirchliche Festtage und Zeitabschnitte unter besonderen Schutz gestellt (pax Dei und treuga Dei). Die ausgeprägte Frömmigkeit des zweiten salischen Herrschers sowie die burgundische Herkunft seiner ebenfalls als überaus fromm geschilderten Gemahlin sprechen für Einflüsse von dieser Seite. Allerdings sollte im Unterschied zur Gottesfriedensbewegung dieser Frieden keineswegs zusammen mit den Großen des Reiches beschlossen werden, sondern allein durch herrscherliche Anordnung.
Besonders heftige Angriffe auf diese Friedenskonzeption kamen aus kirchlichen Kreisen. Abt Siegfried von Gorze vertritt in einem Brief aus dem Jahre 1043 die Ansicht, dass Heinrich durch seine Eheschließung mit Agnes eine Sünde begehe. Ziel des Schreibens war vor allem der Nachweis, dass Heinrich und Agnes zu nah verwandt seien und die geplante Ehe somit kanonisch unzulässig sei. Die Argumentation des Hofes, dass man dadurch das deutsche und das burgundische Reich zu einer großen Friedenseinheit zusammenführen könne, bezeichnete Siegfried als irrig und verderblich. Der Abt sprach von einem verderblichen Frieden (pax perniciosa), weil er in Ungehorsam vor den kanonischen und somit den göttlichen Gesetzen zustande käme.

### Thronfolgeregelung und früher Tod

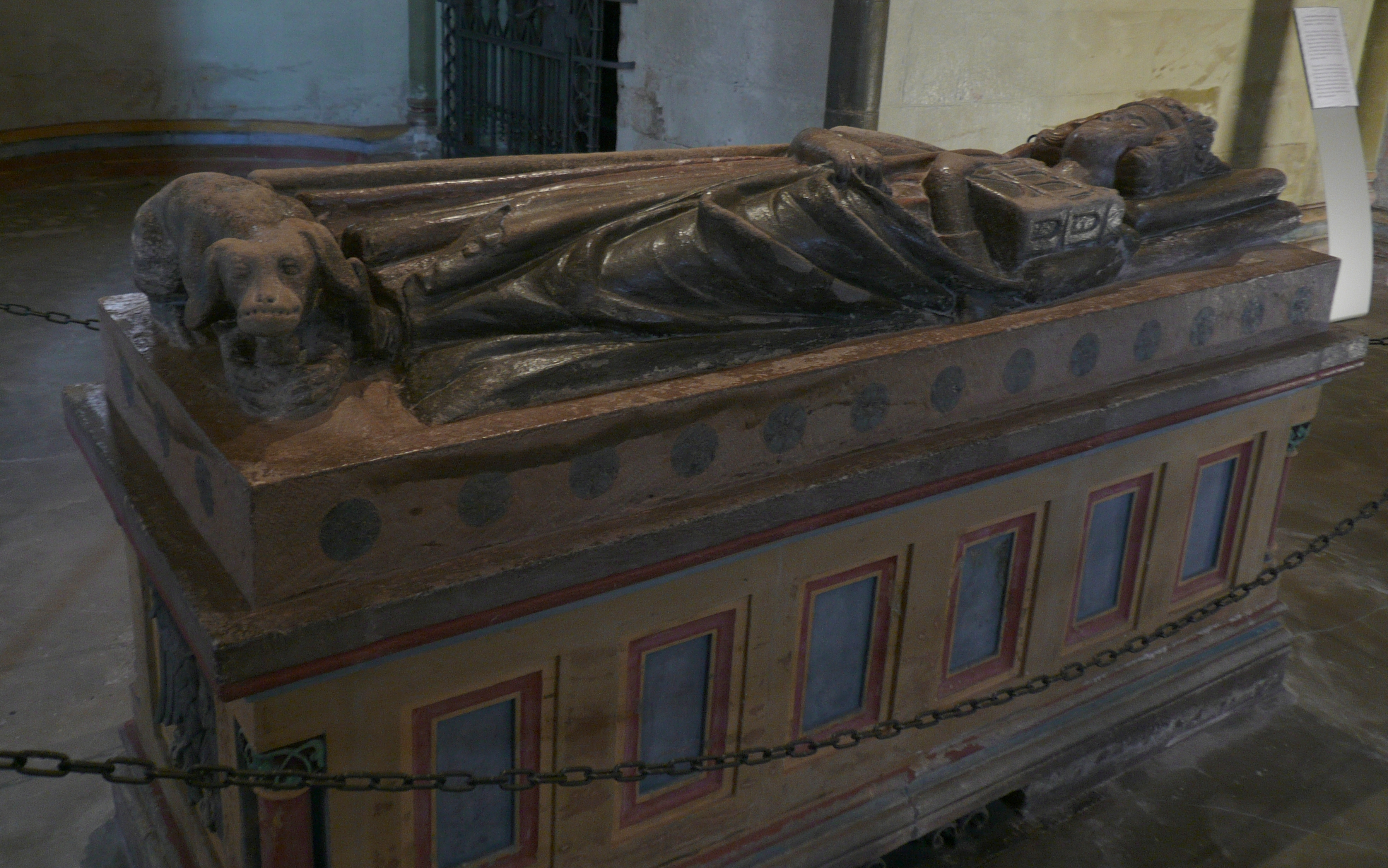
Sarg Heinrichs III. mit seinem Herz und Eingeweiden in der Goslarer Pfalzkapelle St. Ulrich

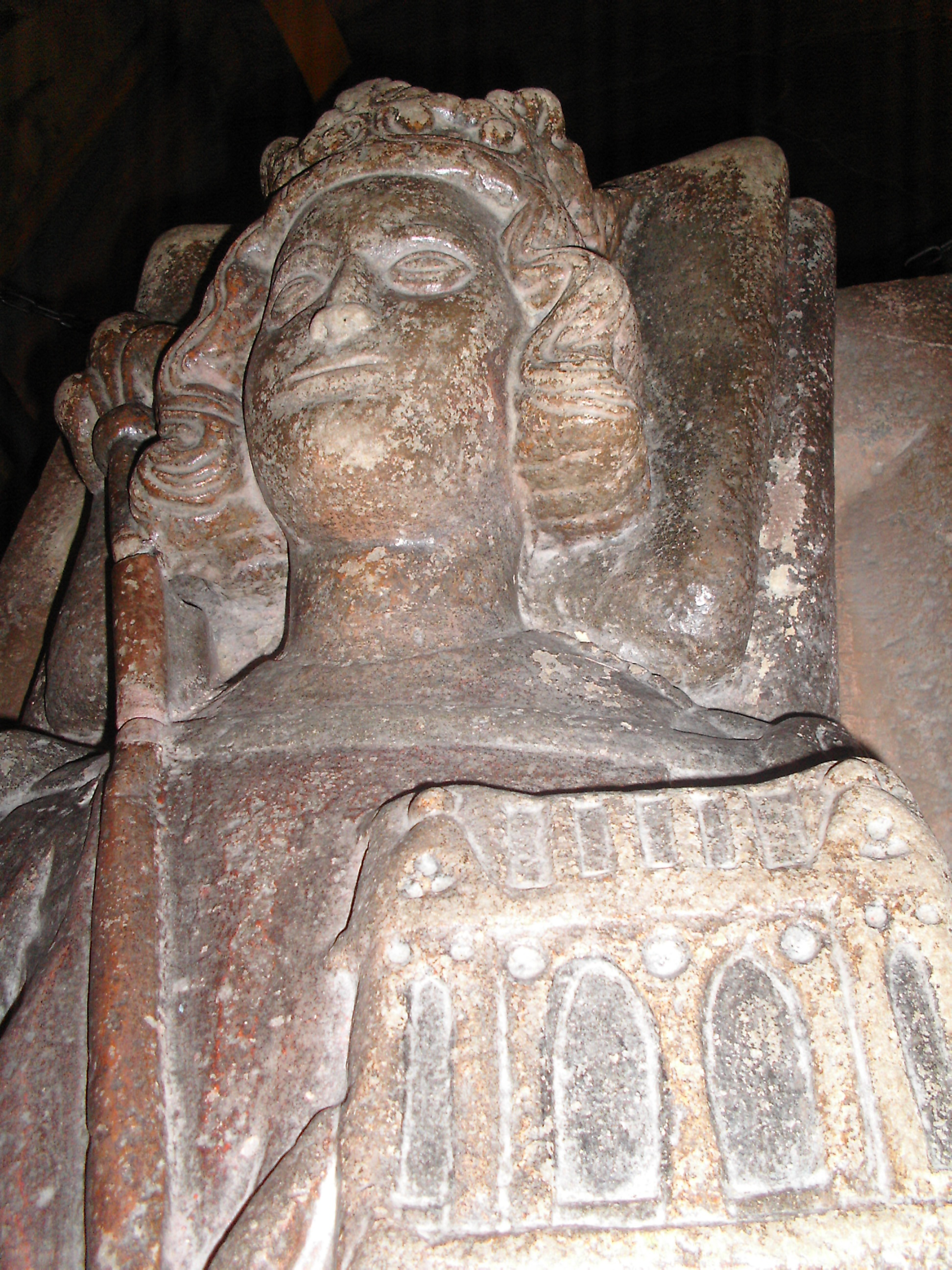
Heinrich III., Detail vom Sarkophag auf dem Herzgrab, Pfalzkapelle Goslar

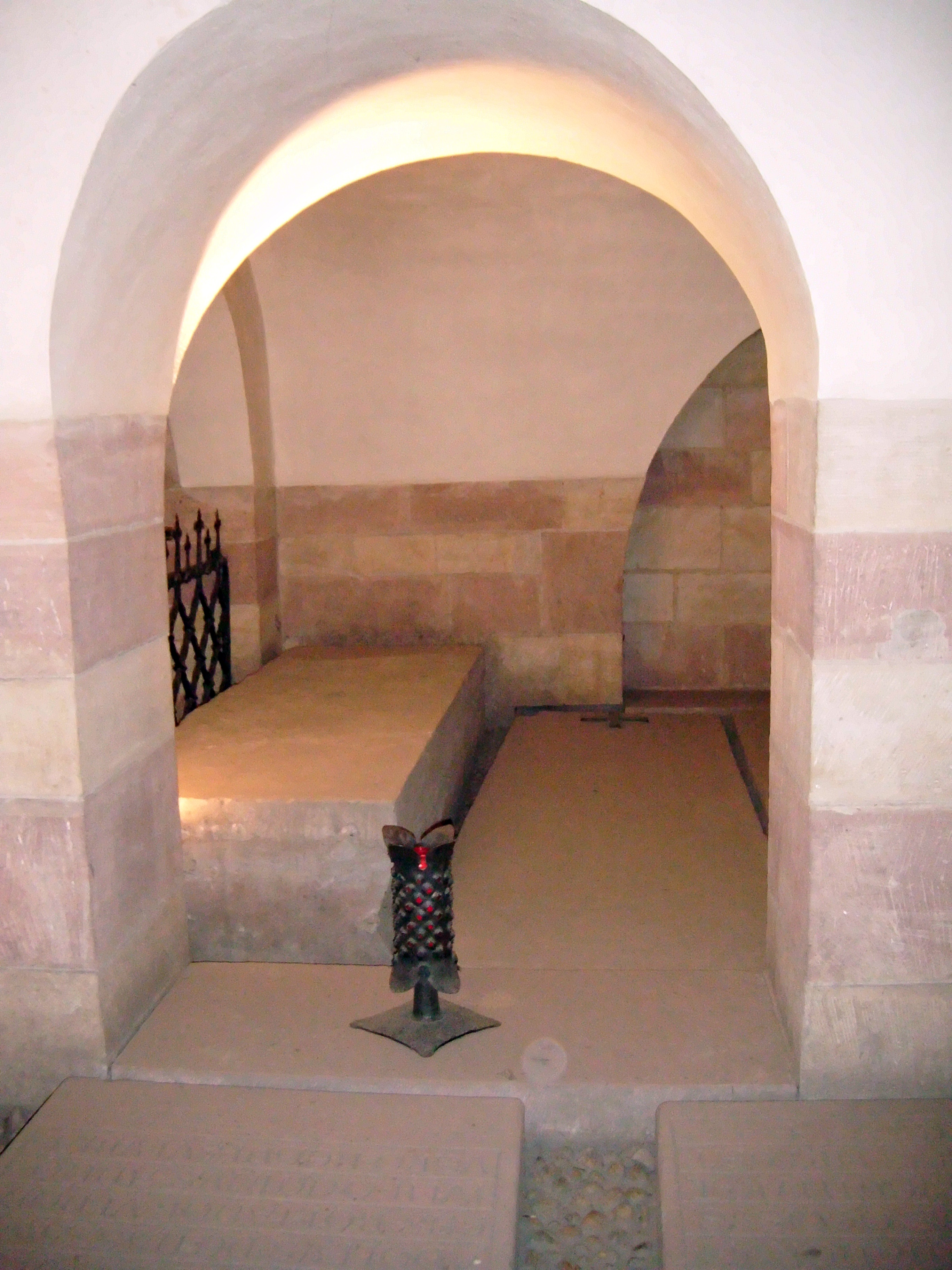
Speyerer Dom, Gräber Kaiser Heinrich III. (hinten rechts) u. Heinrich IV. (hinten links)

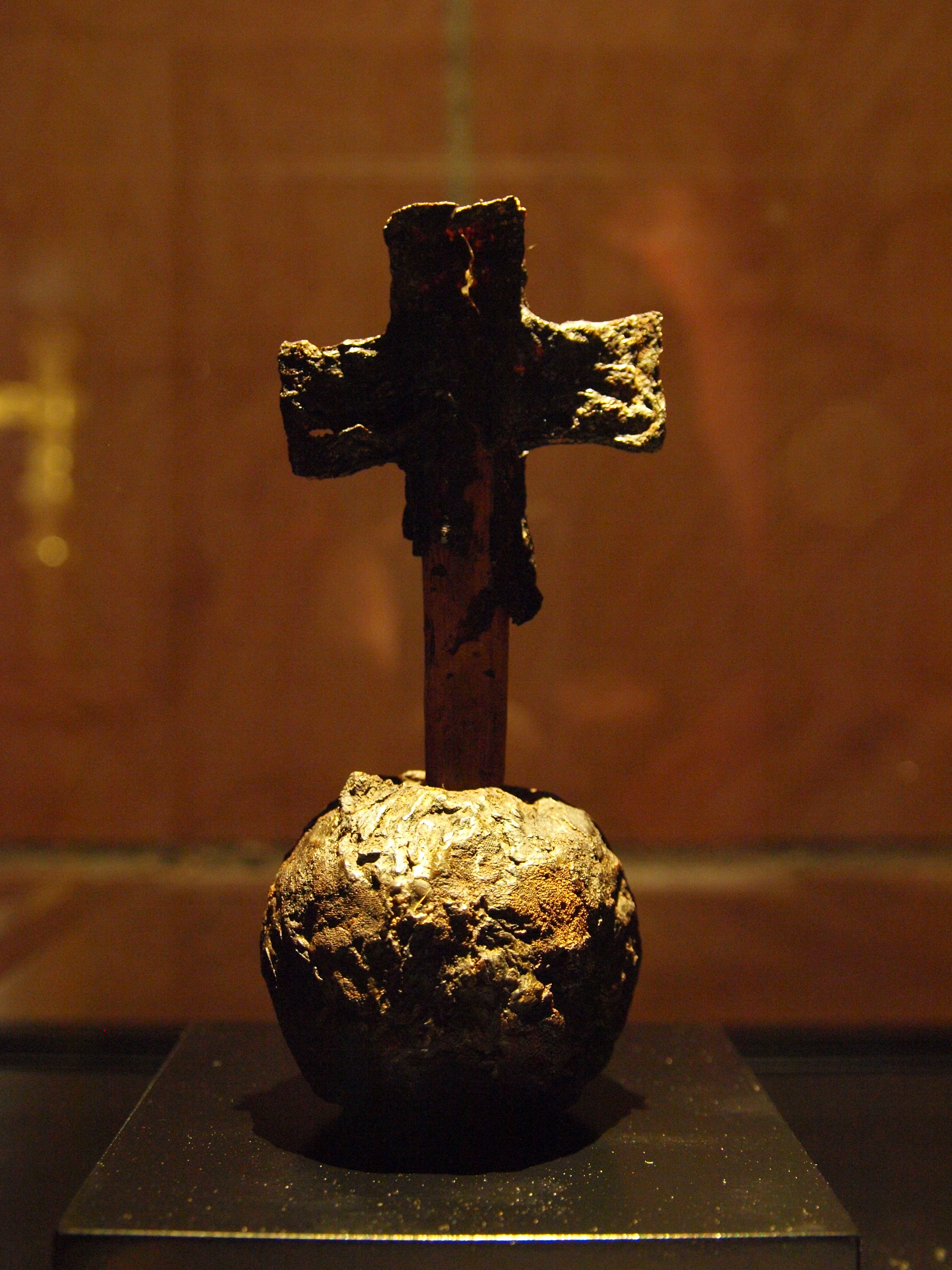
Reichsapfel aus dem Speyerer Grabinventar

Aus seiner ersten Ehe mit Gunhild hatte Heinrich eine Tochter namens Beatrix. Seiner zweiten Ehe mit Agnes entstammten die drei Töchter Adelheid (1045), Gisela (1047) und Mathilde (1048). In vorbildlicher Weise kümmerte sich das Paar um die Pflege der salischen Memoria in den sächsischen Damenstiften. Beatrix wurde mit sieben Jahren 1044/45 Vorsteherin der Stifte Quedlinburg und Gandersheim. Auch Adelheid wurde früh zur Erziehung an den Quedlinburger Konvent gegeben und leitete später mehr als 30 Jahre lang Gandersheim und Quedlinburg als Äbtissin.
1047 forderte Erzbischof Hermann von Köln dazu auf, für die Geburt eines Kaisersohnes zu beten. Am 11. November 1050 kam nach siebenjähriger Ehe der lang ersehnte präsumptive Thronfolger zur Welt. Seine Geburt wurde mit dem Stoßseufzer endlich begrüßt. Die Eltern wählten den Namen des Großvaters Konrad für den Sohn. Noch am Weihnachtsfest 1050 ließ der kaiserliche Vater die anwesenden Großen dem noch ungetauften Sohn die Treue schwören. Am Osterfest (31. März 1051) vollzog Erzbischof Hermann in Köln die Taufe. Der Reformabt Hugo von Cluny übernahm die Patenschaft und plädierte für die Umbenennung des Kindes in Heinrich. Die Wahl Hugos als Taufpate des Thronfolgers dokumentiert die enge Anbindung des salischen Herrscherhauses an die religiösen Strömungen dieser Zeit. Als der Kaiser seinen dreijährigen Sohn im Jahr 1053 in der Königspfalz Trebur (südlich von Mainz auf der rechten Seite des Rheins) zum Nachfolger im Königsamt wählen ließ, brachten die Wähler einen in der Geschichte der Königswahl noch nie dagewesenen Vorbehalt zum Ausdruck. Sie wollten dem neuen König nur folgen, wenn er ein gerechter Herrscher werde (si rector iustus futurus esset). Ein Jahr später wurde das Kind am 17. Juli 1054 in Aachen von Erzbischof Hermann von Köln zum König gekrönt und geweiht. Wenig später wurde auch die Versorgung des 1052 geborenen zweiten Sohnes Konrad geregelt: Ihm wurde das Herzogtum Bayern übertragen. Der Zweitgeborene war wohl als „Personalreserve“ für die nicht mehr anzufechtende Nachfolge des Erstgeborenen gedacht. Wohl im Sommer 1054 brachte Agnes mit Judith noch eine Tochter zur Welt. Nachdem der zweite Sohn Konrad bereits am 10. April 1055 gestorben war, übertrug Heinrich 1055 privato iure seiner Gemahlin auf unbestimmte Zeit das bayerische Herzogtum, ohne auf das Wahlrecht der Großen Rücksicht zu nehmen.
Heinrich III. leitete auch die spätere Heirat seines Nachfolgers noch verbindlich in die Wege. Am Weihnachtsfest 1055 wurde der Thronfolger in Zürich mit Bertha aus dem Hause der Markgrafen von Turin verlobt. Die Ehe diente dem Ziel, das Turiner Markgrafenhaus gegen das mit Heinrich verfeindete lothringisch-tuszische Herzogs- und Markgrafenhaus zu stärken und an das salische Kaiserhaus zu binden.
Heinrich starb unerwartet am 5. Oktober 1056 mit 39 Jahren nach einer kurzen, schweren Krankheit in der Königspfalz Bodfeld am Harz, wo er sich zur Jagd aufgehalten hatte. Auf dem Totenbett sorgte er ein letztes Mal dafür, dass die Großen durch eine erneute Wahl des Sohnes dessen Thronfolge bestätigten. Laut den Niederaltaicher Annalen habe das Reich Ruhe und Frieden genossen, „als Gott den von ihm begnadeten Kaiser aus Zorn über unsere Sünden mit der schweren Krankheit belegte“. Die inneren Organe bestattete man in der Pfalzkirche St. Simon und Judas in Goslar. Der Leichnam wurde nach Speyer überführt und am 28. Oktober 1056 an der Seite des Vaters beigesetzt. Beide Kirchen waren von Heinrich mit besonderer Fürsorge bedacht worden, insbesondere in Speyer pflegte man in der folgenden Zeit sein Andenken. In einem Nekrolog (Necrologium Benedictoburanum) werden seine wichtigsten Schenkungen für die Speyerer Kirche vermerkt. Bei Gottfried von Viterbo ist Heinrich das erste Mal mit dem Beinamen niger (der Schwarze) verzeichnet. Im 19. Jahrhundert verschwand der Beiname allmählich. Die Regierungsgeschäfte für Heinrichs gleichnamigen Sohn führte zunächst dessen Mutter Agnes von Poitou weiter. Doch geriet ihre Herrschaft immer mehr in die Kritik vor allem reformorientierter Geistlicher wie des Erzbischofs Anno von Köln.

## Wirkung

### Urteile der Zeitgenossen
Die Beurteilungen durch die Zeitgenossen ergeben ein uneinheitliches Bild. Anders als sein Vater hat Heinrich III. keinen Historiographen gefunden, der das Urteil der Nachwelt dominiert hätte. Konrads Hofhistoriograph Wipo hat in seinem zu Weihnachten 1041 überreichten Tetralog, einer Art Kaiserspiegel, und in seinen Proverbia die Aufgaben des Herrschers beschrieben und dabei die Grundzüge einer Königsethik entwickelt. Bildung, Wissenschaft und Weisheit erscheinen hier als Voraussetzung für gerechtes Regieren. Bern von Reichenau beschreibt Heinrich in seinen Widmungsschreiben als unbesiegbaren Friedensbringer, als gütigsten und gerechtesten Weltherrscher sowie als Verbreiter des Glaubens und Ruhm der Könige. Von Heinrichs Herrschaft erhoffte er sich den Beginn eines neuen Zeitalters der Eintracht und des Friedens. Lob und Preisdichtungen rühmen Heinrich als friedliebenden Herrscher und vergleichen ihn mit dem alttestamentlichen König David. Dieser Vergleich findet sich zwar schon in der Merowinger- und Karolingerzeit und auch Heinrich II. und Konrad II. waren bereits als David gepriesen worden, doch begegnet der Verweis auf David unter Heinrich III. besonders häufig. Mit David wurde die Vorstellung vom Beginn eines Goldenen Zeitalters verknüpft. Der Hofgelehrte und Lehrer Heinrichs, Wipo, verglich seinen Schüler mehrmals mit König David. In der Liedersammlung von Cambridge sind zwei Davidlieder enthalten. Selbst Petrus Damiani, der Reformer und Gelehrte am päpstlichen Hof, feierte Heinrich als Erneuerer des Goldenen Zeitalter Davids.
Deutlich im Kontrast zu den im Umkreis des Hofs entstandenen Werken stehen einige zumeist spätere Stimmen, die aus dem Kreis der Kirchenreformer stammen und vor dem Hintergrund der voranschreitenden Kirchenreform Kritik an Heinrichs Maßnahmen in Rom äußern. In der Schrift „De ordinando pontifice“ (Über die Papsterhebung) wird Heinrich vehement die Befugnis abgesprochen, einen Papst ab- oder einzusetzen, denn Priester, Bischof und Papst seien über alle Laien gestellt. In den Taten der Lütticher Bischöfe (Gesta episcoporum Leodicensium) ist eine ähnliche Kritik überliefert. Von Bischof Wazo von Lüttich wird berichtet, er habe die Absetzung Gregors VI. verurteilt, da der Papst auf Erden von niemandem gerichtet werden könne. Dies sind die ersten Belege für die in der Mitte des 11. Jahrhunderts beginnende Debatte um Stellung und Legitimation des Königs. Man begann die Sakralität des Herrschers von der der Geistlichen abzugrenzen und schließlich abzuwerten.
Heinrichs Herrschaftsstil zog jedoch nicht nur die Kritik der Kirchenreformer auf sich. Nach dem Bericht des Mönches Otloh von St. Emmeram in seinem ungefähr 1063 entstandenen Liber Visionum (Buch der Visionen) habe Gott selbst den Kaiser mit dem Tod bestraft, da dieser die so wichtige Herrschertugend, den Armen zu helfen und sich ihrer Anliegen anzunehmen, ignoriert habe. Stattdessen habe er sich Geldgeschäften hingegeben, also einer Beschäftigung, die das Gegenteil eines idealen Herrscherverhaltens war. Den Anliegen der Bittsteller sich als König zu verschließen erwies sich in der zweiten Hälfte des 11. Jahrhunderts als schwerwiegender Kritikpunkt, wenn es um die Eignung der Königsherrschaft ging.
Kritik kam aber auch von einer ganz anderen Seite: Die Großen des Reiches zeigten sich mit dem Herrschaftsstil unzufrieden. Heinrichs Zeitgenossen bemerkten eine zunehmende Härte des Herrschers im Umgang mit Gegnern. Der Chronist Hermann von Reichenau schrieb zum Jahr 1053: „Zu dieser Zeit murrten sowohl die Großen des Reiches wie auch die weniger Mächtigen immer häufiger gegen den Kaiser und klagten, er falle schon seit langem von der anfänglichen Haltung der Gerechtigkeit, Friedensliebe, Frömmigkeit, Gottesfurcht und vielfältigen Tugenden, worin er doch alltäglich Fortschritte hätte machen sollen, mehr und mehr ab zu Eigennutz und Vernachlässigung seiner Pflichten und werde bald viel schlechter sein.“ Allerdings fehlen Berichte, welche konkreten Handlungen des Herrschers diese Kritik hervorriefen.
Dem konservativen Lampert von Hersfeld ging es in seinen Annalen um die Erhaltung der alten, christlich-monastischen und politischen Werte, die er in der Regierungszeit Heinrichs III. noch verkörpert sah. Doch auch Lampert vermerkte nach dem Tod des Herrschers eine tiefe Verstimmung in Sachsen wegen Heinrichs Verhalten. Zum Jahr 1057 berichtete er von den Plänen sächsischer Fürsten, den jungen Heinrich IV. zu ermorden. Als Grund werden die Ungerechtigkeiten genannt, die den Sachsen von seinem Vater zugefügt worden seien. Man müsse befürchten, dass der Sohn in Charakter und Lebensart den Spuren seines Vaters folgen werde.

### Forschungsgeschichte
Heinrich III. wurde auch in der Geschichtswissenschaft sehr unterschiedlich beurteilt. Dies liegt zum einen am uneinheitlichen Bild der Quellen und zum anderen an den Kontroversen über Bedeutung und Folgen des sogenannten Investiturstreits, der die Zeit seines Sohnes und Nachfolgers prägte. Die Zeit Heinrichs III. galt und gilt vielen Historikern als ein Höhepunkt der Kaisergeschichte des Mittelalters. Für die Forschung des 19. Jahrhunderts erreichte unter Konrad II. und insbesondere unter dessen Sohn die deutsche Kaiserherrlichkeit ihren Zenit. Albert Hauck schrieb in seiner Kirchengeschichte Deutschlands, dass Deutschland nach Karl dem Großen keinen mächtigeren Herrscher gehabt habe als Heinrich. Zu einem sehr ausgewogenen Urteil kam Ernst Steindorff in seinen „Jahrbüchern des deutschen Reiches“. Für die einzelnen Ereignisse versuchte er stets mehrere Perspektiven zu berücksichtigen. Sein Fazit betonte die Stellung Heinrichs III. zwischen seinem Vater, der „Nation und Reich auf eine Stufe der Macht und des Gedeihens“ gehoben habe, und dem „Zerfall des Reiches, der Dynastie und der Nation“, den Steindorff in der Zeit der Nachfolger Heinrichs verortete.
Heinrichs früher Tod mit 39 Jahren wurde in der Geschichtsforschung lange als „Katastrophe größten Ausmaßes“ für das Reich gewertet. Paul Kehr meinte, dass Heinrich alle Gefahren wacker bekämpft habe. Die lothringisch-tuszische Verbindung habe er unschädlich gemacht und das Papsttum unter seiner Kontrolle gehabt. Für Kehr war daher der Todestag Heinrichs III. „ein schwarzer Tag für die deutsche Geschichte“. Die günstige Beurteilung Heinrichs III. erreichte 1956 unter Theodor Schieffer ihren Höhepunkt. Auf Schieffers Arbeiten beziehen sich bis heute alle Darstellungen, auch wenn sie zu anderen Ergebnissen kommen. Schieffer bezeichnete Heinrichs Tod als „Katastrophe größten Ausmaßes“. Für Schieffer war Heinrich die „Schlüsselgestalt der Reichs- und Kirchengeschichte“.
In der zweiten Hälfte des 20. Jahrhunderts vollzog die Forschung eine Wende in der Beurteilung des zweiten salischen Herrschers. Egon Boshof zeichnete 1979 für die zweite Hälfte der Regierungszeit Heinrichs das Bild eines Reichs in der Krise. Gegen den zunehmend „autokratischen Regierungsstil“ Heinrichs III. opponierten die Fürsten, die diesem Modell den herkömmlichen Anspruch auf Teilhabe an der Herrschaft entgegengestellt hätten. Die allmählich einsetzende Diskussion „um das rechte Verhältnis von königlicher und geistlicher Gewalt“ habe sich „in letzter Konsequenz zu einem Angriff auf die Grundlagen des theokratischen Königtums“ ausweiten müssen. Den Ergebnissen Boshofs folgend zog Friedrich Prinz „ein eher ernüchterndes Fazit“ für die Regierungszeit Heinrichs. Prinz stellte in seiner Darstellung stärker Heinrichs Persönlichkeit und seine Entscheidungen in den Blickpunkt. In seiner Personalpolitik habe der König vor allem bei der Besetzung der Herzogtümer keine glückliche Hand besessen. Für die letzten Jahre stellte Prinz fast „bürgerkriegsähnliche Zustände“ fest.
Stefan Weinfurter bettete seine strukturgeschichtliche Darstellung in ein Konzept von miteinander im Konflikt stehenden „Ordnungskonfigurationen“ ein. Rituale im Rahmen der vom König vertretenen „Ordnungskonfigurationen“, wie das sogenannte „Bußweinen“, das rituelle, öffentlich vollzogene Weinen des Herrschers, und sein auf Nachahmung Christi begründeter Friedensbefehl haben demnach ihre Integrationskraft verloren und liefen anderen zeitgenössischen Vorstellungen fundamental zuwider. Vertreten und, langfristig gesehen, auch durchgesetzt wurden andere „Ordnungskonfigurationen“, wie das aus adliger Herrschaftsbegründung erwachsene „konsensuale Prinzip“, also die Teilhabe der Fürsten an den Reichsangelegenheiten. Ähnliches gelte auch für das in kirchlichen Kreisen gültige „funktionale Ordnungsdenken“, die Einteilung der Gesellschaft in funktionale Gruppen, welche dem König keinen Platz mehr im ordo ecclesiasticus (Ordnung der Kirche) zugewiesen und somit zu einer Entsakralisierung beigetragen habe. In einer der jüngsten Überblicksdarstellungen zählt Egon Boshof Heinrichs Regierungszeit dennoch „fraglos zu den glanzvollsten Epochen der mittelalterlichen Geschichte“, denn „in seiner Herrschaft vollendete sich jene Ordnung des harmonischen Zusammenwirkens von weltlicher und geistlicher Gewalt“.
In jüngerer Zeit rückte Heinrich III. wieder verstärkt in das Interesse der Forschung. Dies erklärt sich vor allem mit der auch öffentlich wahrgenommenen Diskussion um sein Geburtsjahr 1016 oder 1017 und dem damit verbundenen Jubiläum. Im Jahr 2015 wurde mit der Arbeit der Regesten des zweiten salischen Königs begonnen. In Bochum wurde im Oktober 2016 das Jubiläum mit einer Fachtagung begangen. In der Goslarer Kaiserpfalz wurde 2017 anlässlich des 1000. Geburtstags Heinrichs III. eine Vortragsreihe gehalten. Vom 3. September 2017 an bis zum 28. Februar 2018 zeigte die Kaiserpfalz Goslar die Ausstellung „1000 Jahre Heinrich III. Die ‚Kaiserbibel‘ zu Gast in Goslar“. Zu den Exponaten gehört als Leihgabe das um 1050 entstandene Evangeliar „Codex Caesareus Goslariensis“.